# Roza Lallemand
Pour les articles homonymes, voir Lallemand.
Roza Lallemand, née Roza Te, est une joueuse d'échecs française d'origine nord-coréenne, élevée en Union soviétique, née le 8 août 1961 à Pyongyang (Corée du Nord) et morte le 25 août 2008 à Boulogne-Billancourt. Grand maître international féminin en 2006, elle a fait partie de l'équipe de France féminine championne d'Europe par équipe en 2001 et représenta la France trois fois aux olympiades d'échecs féminines.

## Biographie
Roza Te naît en Corée du Nord en 1961. Elle a cinq frères et sœurs. Lorsqu'elle est âgée de cinq ans, toute la famille émigre en URSS à l'exception de sa mère : Sud-Coréenne, elle n'aura le droit de venir rejoindre sa famille qu'après de nombreuses années. Cette séparation est très difficile à vivre pour la jeune Roza. 
Remarquée comme bonne joueuse d'échecs, Roza Te est envoyée à l'âge de 11 ans à Moscou afin de suivre une formation réservée aux espoirs de ce jeu. Elle ne revoit alors sa famille qu'une fois tous les six mois. Ces séparations d'avec sa famille lui auraient donné une certaine fermeté de caractère ainsi qu'une attitude réservée envers les étrangers qu'elle gardera toute sa vie. Elle fait des études de littérature russe tout en continuant les échecs et obtient un diplôme de bibliothécaire ainsi qu'un titre de « maître des sports » aux échecs.
Après la chute du mur de Berlin en 1989, Roza Te commence à participer à des tournois dans les pays de l'Ouest de l'Europe. Elle rencontre son mari, Daniel Lallemand, et obtient la nationalité française en 1997.
Elle meurt en août 2008 d'une crise cardiaque, de retour du Championnat de France d'échecs où elle a terminé à la sixième place du National féminin, compétition qui semble l'avoir beaucoup fatiguée. En sa mémoire, la Fédération française des échecs donne en 2009 son nom au championnat de France féminin de parties rapides qui s'appelle désormais le Trophée Roza Lallemand.

## Tournois individuels
Roza Lallemand devient en 2000 le premier grand maître international féminin (après Chantal Chaudé de Silans qui avait obtenu le titre de manière honorifique en reconnaissance de ses performances effectuées quand le titre n'existait pas encore).
Elle termine troisième du championnat de France d'échecs en 2000 et en 2003.

## Compétitions par équipe
Roza Lallemand participe trois fois aux Olympiades dans l'équipe de France féminine : en 2000 (l'équipe dont elle fait partie finit 39e), en 2002 (24e) et en 2006 (18e).
Elle devient championne d'Europe par équipe féminine en 2001 à León (en l'absence de la Russie et de l'Arménie). Son classement elo est alors de 2 287 points et elle réalise une performance de 2 333 points. Elle participe aussi en 2005 au Championnat d'Europe d'échecs des nations à Göteborg où son équipe termine 16e et où, avec un classement de 2 287 elle réalise une performance de 2 311 points.
Roza Lallemand joue pour le cercle d'échecs de Monte-Carlo de 1999 à 2006 où elle évolue en Top 16 (première division de la compétition interclub française). L'équipe est championne de France en 2001 et 2002 et vice-championne en 2004 et 2006. Elle joue ensuite pour le cercle d'échecs de Bischwiller en 2007 et 2008.

## Style de jeu
Roza Lallemand a une prédilection pour le coup 1.e4. 
Elle est considérée comme une joueuse volontaire, avec un jeu « aigu » et un bon sens de l'initiative. Gilles Mirallès la définit à son décès comme « capable de mener des attaques soudaines » et écrit qu'elle est « crainte pour ses sacrifices brillants. » Il la considère comme représentante d'un esprit « romantique » des échecs, devenu trop rare à l'époque moderne.

## Partie remarquable
Partie jouée par Roza Lallemand (avec les blancs) contre Maïa Lomineichvili lors de la quatrième ronde du Championnat d'Europe d'échecs des nations de Göteborg en 2005. Lomineishvili est membre de l'équipe géorgienne qui termine deuxième de ces olympiades.
|   | a | b | c | d | e | f | g | h |   |
| 8 | Tour noire sur case blanche a8 · Tour noire sur case blanche c8 · Fou noir sur case blanche e8 · Roi noir sur case noire h8 · Dame noire sur case blanche b7 · Fou noir sur case noire e7 · Pion noir sur case blanche f7 · Pion noir sur case noire g7 · Pion noir sur case blanche h7 · Pion noir sur case noire d6 · Pion noir sur case blanche e6 · Fou blanc sur case noire h6 · Pion blanc sur case blanche h5 · Cavalier blanc sur case noire d4 · Pion blanc sur case noire h4 · Pion blanc sur case noire a3 · Pion noir sur case blanche b3 · Pion blanc sur case blanche f3 · Pion blanc sur case noire b2 · Dame blanche sur case noire d2 · Roi blanc sur case blanche b1 · Tour blanche sur case blanche d1 · Tour blanche sur case noire g1 | Tour noire sur case blanche a8 · Tour noire sur case blanche c8 · Fou noir sur case blanche e8 · Roi noir sur case noire h8 · Dame noire sur case blanche b7 · Fou noir sur case noire e7 · Pion noir sur case blanche f7 · Pion noir sur case noire g7 · Pion noir sur case blanche h7 · Pion noir sur case noire d6 · Pion noir sur case blanche e6 · Fou blanc sur case noire h6 · Pion blanc sur case blanche h5 · Cavalier blanc sur case noire d4 · Pion blanc sur case noire h4 · Pion blanc sur case noire a3 · Pion noir sur case blanche b3 · Pion blanc sur case blanche f3 · Pion blanc sur case noire b2 · Dame blanche sur case noire d2 · Roi blanc sur case blanche b1 · Tour blanche sur case blanche d1 · Tour blanche sur case noire g1 | Tour noire sur case blanche a8 · Tour noire sur case blanche c8 · Fou noir sur case blanche e8 · Roi noir sur case noire h8 · Dame noire sur case blanche b7 · Fou noir sur case noire e7 · Pion noir sur case blanche f7 · Pion noir sur case noire g7 · Pion noir sur case blanche h7 · Pion noir sur case noire d6 · Pion noir sur case blanche e6 · Fou blanc sur case noire h6 · Pion blanc sur case blanche h5 · Cavalier blanc sur case noire d4 · Pion blanc sur case noire h4 · Pion blanc sur case noire a3 · Pion noir sur case blanche b3 · Pion blanc sur case blanche f3 · Pion blanc sur case noire b2 · Dame blanche sur case noire d2 · Roi blanc sur case blanche b1 · Tour blanche sur case blanche d1 · Tour blanche sur case noire g1 | Tour noire sur case blanche a8 · Tour noire sur case blanche c8 · Fou noir sur case blanche e8 · Roi noir sur case noire h8 · Dame noire sur case blanche b7 · Fou noir sur case noire e7 · Pion noir sur case blanche f7 · Pion noir sur case noire g7 · Pion noir sur case blanche h7 · Pion noir sur case noire d6 · Pion noir sur case blanche e6 · Fou blanc sur case noire h6 · Pion blanc sur case blanche h5 · Cavalier blanc sur case noire d4 · Pion blanc sur case noire h4 · Pion blanc sur case noire a3 · Pion noir sur case blanche b3 · Pion blanc sur case blanche f3 · Pion blanc sur case noire b2 · Dame blanche sur case noire d2 · Roi blanc sur case blanche b1 · Tour blanche sur case blanche d1 · Tour blanche sur case noire g1 | Tour noire sur case blanche a8 · Tour noire sur case blanche c8 · Fou noir sur case blanche e8 · Roi noir sur case noire h8 · Dame noire sur case blanche b7 · Fou noir sur case noire e7 · Pion noir sur case blanche f7 · Pion noir sur case noire g7 · Pion noir sur case blanche h7 · Pion noir sur case noire d6 · Pion noir sur case blanche e6 · Fou blanc sur case noire h6 · Pion blanc sur case blanche h5 · Cavalier blanc sur case noire d4 · Pion blanc sur case noire h4 · Pion blanc sur case noire a3 · Pion noir sur case blanche b3 · Pion blanc sur case blanche f3 · Pion blanc sur case noire b2 · Dame blanche sur case noire d2 · Roi blanc sur case blanche b1 · Tour blanche sur case blanche d1 · Tour blanche sur case noire g1 | Tour noire sur case blanche a8 · Tour noire sur case blanche c8 · Fou noir sur case blanche e8 · Roi noir sur case noire h8 · Dame noire sur case blanche b7 · Fou noir sur case noire e7 · Pion noir sur case blanche f7 · Pion noir sur case noire g7 · Pion noir sur case blanche h7 · Pion noir sur case noire d6 · Pion noir sur case blanche e6 · Fou blanc sur case noire h6 · Pion blanc sur case blanche h5 · Cavalier blanc sur case noire d4 · Pion blanc sur case noire h4 · Pion blanc sur case noire a3 · Pion noir sur case blanche b3 · Pion blanc sur case blanche f3 · Pion blanc sur case noire b2 · Dame blanche sur case noire d2 · Roi blanc sur case blanche b1 · Tour blanche sur case blanche d1 · Tour blanche sur case noire g1 | Tour noire sur case blanche a8 · Tour noire sur case blanche c8 · Fou noir sur case blanche e8 · Roi noir sur case noire h8 · Dame noire sur case blanche b7 · Fou noir sur case noire e7 · Pion noir sur case blanche f7 · Pion noir sur case noire g7 · Pion noir sur case blanche h7 · Pion noir sur case noire d6 · Pion noir sur case blanche e6 · Fou blanc sur case noire h6 · Pion blanc sur case blanche h5 · Cavalier blanc sur case noire d4 · Pion blanc sur case noire h4 · Pion blanc sur case noire a3 · Pion noir sur case blanche b3 · Pion blanc sur case blanche f3 · Pion blanc sur case noire b2 · Dame blanche sur case noire d2 · Roi blanc sur case blanche b1 · Tour blanche sur case blanche d1 · Tour blanche sur case noire g1 | Tour noire sur case blanche a8 · Tour noire sur case blanche c8 · Fou noir sur case blanche e8 · Roi noir sur case noire h8 · Dame noire sur case blanche b7 · Fou noir sur case noire e7 · Pion noir sur case blanche f7 · Pion noir sur case noire g7 · Pion noir sur case blanche h7 · Pion noir sur case noire d6 · Pion noir sur case blanche e6 · Fou blanc sur case noire h6 · Pion blanc sur case blanche h5 · Cavalier blanc sur case noire d4 · Pion blanc sur case noire h4 · Pion blanc sur case noire a3 · Pion noir sur case blanche b3 · Pion blanc sur case blanche f3 · Pion blanc sur case noire b2 · Dame blanche sur case noire d2 · Roi blanc sur case blanche b1 · Tour blanche sur case blanche d1 · Tour blanche sur case noire g1 | 8 |
| 7 | Tour noire sur case blanche a8 · Tour noire sur case blanche c8 · Fou noir sur case blanche e8 · Roi noir sur case noire h8 · Dame noire sur case blanche b7 · Fou noir sur case noire e7 · Pion noir sur case blanche f7 · Pion noir sur case noire g7 · Pion noir sur case blanche h7 · Pion noir sur case noire d6 · Pion noir sur case blanche e6 · Fou blanc sur case noire h6 · Pion blanc sur case blanche h5 · Cavalier blanc sur case noire d4 · Pion blanc sur case noire h4 · Pion blanc sur case noire a3 · Pion noir sur case blanche b3 · Pion blanc sur case blanche f3 · Pion blanc sur case noire b2 · Dame blanche sur case noire d2 · Roi blanc sur case blanche b1 · Tour blanche sur case blanche d1 · Tour blanche sur case noire g1 | Tour noire sur case blanche a8 · Tour noire sur case blanche c8 · Fou noir sur case blanche e8 · Roi noir sur case noire h8 · Dame noire sur case blanche b7 · Fou noir sur case noire e7 · Pion noir sur case blanche f7 · Pion noir sur case noire g7 · Pion noir sur case blanche h7 · Pion noir sur case noire d6 · Pion noir sur case blanche e6 · Fou blanc sur case noire h6 · Pion blanc sur case blanche h5 · Cavalier blanc sur case noire d4 · Pion blanc sur case noire h4 · Pion blanc sur case noire a3 · Pion noir sur case blanche b3 · Pion blanc sur case blanche f3 · Pion blanc sur case noire b2 · Dame blanche sur case noire d2 · Roi blanc sur case blanche b1 · Tour blanche sur case blanche d1 · Tour blanche sur case noire g1 | Tour noire sur case blanche a8 · Tour noire sur case blanche c8 · Fou noir sur case blanche e8 · Roi noir sur case noire h8 · Dame noire sur case blanche b7 · Fou noir sur case noire e7 · Pion noir sur case blanche f7 · Pion noir sur case noire g7 · Pion noir sur case blanche h7 · Pion noir sur case noire d6 · Pion noir sur case blanche e6 · Fou blanc sur case noire h6 · Pion blanc sur case blanche h5 · Cavalier blanc sur case noire d4 · Pion blanc sur case noire h4 · Pion blanc sur case noire a3 · Pion noir sur case blanche b3 · Pion blanc sur case blanche f3 · Pion blanc sur case noire b2 · Dame blanche sur case noire d2 · Roi blanc sur case blanche b1 · Tour blanche sur case blanche d1 · Tour blanche sur case noire g1 | Tour noire sur case blanche a8 · Tour noire sur case blanche c8 · Fou noir sur case blanche e8 · Roi noir sur case noire h8 · Dame noire sur case blanche b7 · Fou noir sur case noire e7 · Pion noir sur case blanche f7 · Pion noir sur case noire g7 · Pion noir sur case blanche h7 · Pion noir sur case noire d6 · Pion noir sur case blanche e6 · Fou blanc sur case noire h6 · Pion blanc sur case blanche h5 · Cavalier blanc sur case noire d4 · Pion blanc sur case noire h4 · Pion blanc sur case noire a3 · Pion noir sur case blanche b3 · Pion blanc sur case blanche f3 · Pion blanc sur case noire b2 · Dame blanche sur case noire d2 · Roi blanc sur case blanche b1 · Tour blanche sur case blanche d1 · Tour blanche sur case noire g1 | Tour noire sur case blanche a8 · Tour noire sur case blanche c8 · Fou noir sur case blanche e8 · Roi noir sur case noire h8 · Dame noire sur case blanche b7 · Fou noir sur case noire e7 · Pion noir sur case blanche f7 · Pion noir sur case noire g7 · Pion noir sur case blanche h7 · Pion noir sur case noire d6 · Pion noir sur case blanche e6 · Fou blanc sur case noire h6 · Pion blanc sur case blanche h5 · Cavalier blanc sur case noire d4 · Pion blanc sur case noire h4 · Pion blanc sur case noire a3 · Pion noir sur case blanche b3 · Pion blanc sur case blanche f3 · Pion blanc sur case noire b2 · Dame blanche sur case noire d2 · Roi blanc sur case blanche b1 · Tour blanche sur case blanche d1 · Tour blanche sur case noire g1 | Tour noire sur case blanche a8 · Tour noire sur case blanche c8 · Fou noir sur case blanche e8 · Roi noir sur case noire h8 · Dame noire sur case blanche b7 · Fou noir sur case noire e7 · Pion noir sur case blanche f7 · Pion noir sur case noire g7 · Pion noir sur case blanche h7 · Pion noir sur case noire d6 · Pion noir sur case blanche e6 · Fou blanc sur case noire h6 · Pion blanc sur case blanche h5 · Cavalier blanc sur case noire d4 · Pion blanc sur case noire h4 · Pion blanc sur case noire a3 · Pion noir sur case blanche b3 · Pion blanc sur case blanche f3 · Pion blanc sur case noire b2 · Dame blanche sur case noire d2 · Roi blanc sur case blanche b1 · Tour blanche sur case blanche d1 · Tour blanche sur case noire g1 | Tour noire sur case blanche a8 · Tour noire sur case blanche c8 · Fou noir sur case blanche e8 · Roi noir sur case noire h8 · Dame noire sur case blanche b7 · Fou noir sur case noire e7 · Pion noir sur case blanche f7 · Pion noir sur case noire g7 · Pion noir sur case blanche h7 · Pion noir sur case noire d6 · Pion noir sur case blanche e6 · Fou blanc sur case noire h6 · Pion blanc sur case blanche h5 · Cavalier blanc sur case noire d4 · Pion blanc sur case noire h4 · Pion blanc sur case noire a3 · Pion noir sur case blanche b3 · Pion blanc sur case blanche f3 · Pion blanc sur case noire b2 · Dame blanche sur case noire d2 · Roi blanc sur case blanche b1 · Tour blanche sur case blanche d1 · Tour blanche sur case noire g1 | Tour noire sur case blanche a8 · Tour noire sur case blanche c8 · Fou noir sur case blanche e8 · Roi noir sur case noire h8 · Dame noire sur case blanche b7 · Fou noir sur case noire e7 · Pion noir sur case blanche f7 · Pion noir sur case noire g7 · Pion noir sur case blanche h7 · Pion noir sur case noire d6 · Pion noir sur case blanche e6 · Fou blanc sur case noire h6 · Pion blanc sur case blanche h5 · Cavalier blanc sur case noire d4 · Pion blanc sur case noire h4 · Pion blanc sur case noire a3 · Pion noir sur case blanche b3 · Pion blanc sur case blanche f3 · Pion blanc sur case noire b2 · Dame blanche sur case noire d2 · Roi blanc sur case blanche b1 · Tour blanche sur case blanche d1 · Tour blanche sur case noire g1 | 7 |
| 6 | Tour noire sur case blanche a8 · Tour noire sur case blanche c8 · Fou noir sur case blanche e8 · Roi noir sur case noire h8 · Dame noire sur case blanche b7 · Fou noir sur case noire e7 · Pion noir sur case blanche f7 · Pion noir sur case noire g7 · Pion noir sur case blanche h7 · Pion noir sur case noire d6 · Pion noir sur case blanche e6 · Fou blanc sur case noire h6 · Pion blanc sur case blanche h5 · Cavalier blanc sur case noire d4 · Pion blanc sur case noire h4 · Pion blanc sur case noire a3 · Pion noir sur case blanche b3 · Pion blanc sur case blanche f3 · Pion blanc sur case noire b2 · Dame blanche sur case noire d2 · Roi blanc sur case blanche b1 · Tour blanche sur case blanche d1 · Tour blanche sur case noire g1 | Tour noire sur case blanche a8 · Tour noire sur case blanche c8 · Fou noir sur case blanche e8 · Roi noir sur case noire h8 · Dame noire sur case blanche b7 · Fou noir sur case noire e7 · Pion noir sur case blanche f7 · Pion noir sur case noire g7 · Pion noir sur case blanche h7 · Pion noir sur case noire d6 · Pion noir sur case blanche e6 · Fou blanc sur case noire h6 · Pion blanc sur case blanche h5 · Cavalier blanc sur case noire d4 · Pion blanc sur case noire h4 · Pion blanc sur case noire a3 · Pion noir sur case blanche b3 · Pion blanc sur case blanche f3 · Pion blanc sur case noire b2 · Dame blanche sur case noire d2 · Roi blanc sur case blanche b1 · Tour blanche sur case blanche d1 · Tour blanche sur case noire g1 | Tour noire sur case blanche a8 · Tour noire sur case blanche c8 · Fou noir sur case blanche e8 · Roi noir sur case noire h8 · Dame noire sur case blanche b7 · Fou noir sur case noire e7 · Pion noir sur case blanche f7 · Pion noir sur case noire g7 · Pion noir sur case blanche h7 · Pion noir sur case noire d6 · Pion noir sur case blanche e6 · Fou blanc sur case noire h6 · Pion blanc sur case blanche h5 · Cavalier blanc sur case noire d4 · Pion blanc sur case noire h4 · Pion blanc sur case noire a3 · Pion noir sur case blanche b3 · Pion blanc sur case blanche f3 · Pion blanc sur case noire b2 · Dame blanche sur case noire d2 · Roi blanc sur case blanche b1 · Tour blanche sur case blanche d1 · Tour blanche sur case noire g1 | Tour noire sur case blanche a8 · Tour noire sur case blanche c8 · Fou noir sur case blanche e8 · Roi noir sur case noire h8 · Dame noire sur case blanche b7 · Fou noir sur case noire e7 · Pion noir sur case blanche f7 · Pion noir sur case noire g7 · Pion noir sur case blanche h7 · Pion noir sur case noire d6 · Pion noir sur case blanche e6 · Fou blanc sur case noire h6 · Pion blanc sur case blanche h5 · Cavalier blanc sur case noire d4 · Pion blanc sur case noire h4 · Pion blanc sur case noire a3 · Pion noir sur case blanche b3 · Pion blanc sur case blanche f3 · Pion blanc sur case noire b2 · Dame blanche sur case noire d2 · Roi blanc sur case blanche b1 · Tour blanche sur case blanche d1 · Tour blanche sur case noire g1 | Tour noire sur case blanche a8 · Tour noire sur case blanche c8 · Fou noir sur case blanche e8 · Roi noir sur case noire h8 · Dame noire sur case blanche b7 · Fou noir sur case noire e7 · Pion noir sur case blanche f7 · Pion noir sur case noire g7 · Pion noir sur case blanche h7 · Pion noir sur case noire d6 · Pion noir sur case blanche e6 · Fou blanc sur case noire h6 · Pion blanc sur case blanche h5 · Cavalier blanc sur case noire d4 · Pion blanc sur case noire h4 · Pion blanc sur case noire a3 · Pion noir sur case blanche b3 · Pion blanc sur case blanche f3 · Pion blanc sur case noire b2 · Dame blanche sur case noire d2 · Roi blanc sur case blanche b1 · Tour blanche sur case blanche d1 · Tour blanche sur case noire g1 | Tour noire sur case blanche a8 · Tour noire sur case blanche c8 · Fou noir sur case blanche e8 · Roi noir sur case noire h8 · Dame noire sur case blanche b7 · Fou noir sur case noire e7 · Pion noir sur case blanche f7 · Pion noir sur case noire g7 · Pion noir sur case blanche h7 · Pion noir sur case noire d6 · Pion noir sur case blanche e6 · Fou blanc sur case noire h6 · Pion blanc sur case blanche h5 · Cavalier blanc sur case noire d4 · Pion blanc sur case noire h4 · Pion blanc sur case noire a3 · Pion noir sur case blanche b3 · Pion blanc sur case blanche f3 · Pion blanc sur case noire b2 · Dame blanche sur case noire d2 · Roi blanc sur case blanche b1 · Tour blanche sur case blanche d1 · Tour blanche sur case noire g1 | Tour noire sur case blanche a8 · Tour noire sur case blanche c8 · Fou noir sur case blanche e8 · Roi noir sur case noire h8 · Dame noire sur case blanche b7 · Fou noir sur case noire e7 · Pion noir sur case blanche f7 · Pion noir sur case noire g7 · Pion noir sur case blanche h7 · Pion noir sur case noire d6 · Pion noir sur case blanche e6 · Fou blanc sur case noire h6 · Pion blanc sur case blanche h5 · Cavalier blanc sur case noire d4 · Pion blanc sur case noire h4 · Pion blanc sur case noire a3 · Pion noir sur case blanche b3 · Pion blanc sur case blanche f3 · Pion blanc sur case noire b2 · Dame blanche sur case noire d2 · Roi blanc sur case blanche b1 · Tour blanche sur case blanche d1 · Tour blanche sur case noire g1 | Tour noire sur case blanche a8 · Tour noire sur case blanche c8 · Fou noir sur case blanche e8 · Roi noir sur case noire h8 · Dame noire sur case blanche b7 · Fou noir sur case noire e7 · Pion noir sur case blanche f7 · Pion noir sur case noire g7 · Pion noir sur case blanche h7 · Pion noir sur case noire d6 · Pion noir sur case blanche e6 · Fou blanc sur case noire h6 · Pion blanc sur case blanche h5 · Cavalier blanc sur case noire d4 · Pion blanc sur case noire h4 · Pion blanc sur case noire a3 · Pion noir sur case blanche b3 · Pion blanc sur case blanche f3 · Pion blanc sur case noire b2 · Dame blanche sur case noire d2 · Roi blanc sur case blanche b1 · Tour blanche sur case blanche d1 · Tour blanche sur case noire g1 | 6 |
| 5 | Tour noire sur case blanche a8 · Tour noire sur case blanche c8 · Fou noir sur case blanche e8 · Roi noir sur case noire h8 · Dame noire sur case blanche b7 · Fou noir sur case noire e7 · Pion noir sur case blanche f7 · Pion noir sur case noire g7 · Pion noir sur case blanche h7 · Pion noir sur case noire d6 · Pion noir sur case blanche e6 · Fou blanc sur case noire h6 · Pion blanc sur case blanche h5 · Cavalier blanc sur case noire d4 · Pion blanc sur case noire h4 · Pion blanc sur case noire a3 · Pion noir sur case blanche b3 · Pion blanc sur case blanche f3 · Pion blanc sur case noire b2 · Dame blanche sur case noire d2 · Roi blanc sur case blanche b1 · Tour blanche sur case blanche d1 · Tour blanche sur case noire g1 | Tour noire sur case blanche a8 · Tour noire sur case blanche c8 · Fou noir sur case blanche e8 · Roi noir sur case noire h8 · Dame noire sur case blanche b7 · Fou noir sur case noire e7 · Pion noir sur case blanche f7 · Pion noir sur case noire g7 · Pion noir sur case blanche h7 · Pion noir sur case noire d6 · Pion noir sur case blanche e6 · Fou blanc sur case noire h6 · Pion blanc sur case blanche h5 · Cavalier blanc sur case noire d4 · Pion blanc sur case noire h4 · Pion blanc sur case noire a3 · Pion noir sur case blanche b3 · Pion blanc sur case blanche f3 · Pion blanc sur case noire b2 · Dame blanche sur case noire d2 · Roi blanc sur case blanche b1 · Tour blanche sur case blanche d1 · Tour blanche sur case noire g1 | Tour noire sur case blanche a8 · Tour noire sur case blanche c8 · Fou noir sur case blanche e8 · Roi noir sur case noire h8 · Dame noire sur case blanche b7 · Fou noir sur case noire e7 · Pion noir sur case blanche f7 · Pion noir sur case noire g7 · Pion noir sur case blanche h7 · Pion noir sur case noire d6 · Pion noir sur case blanche e6 · Fou blanc sur case noire h6 · Pion blanc sur case blanche h5 · Cavalier blanc sur case noire d4 · Pion blanc sur case noire h4 · Pion blanc sur case noire a3 · Pion noir sur case blanche b3 · Pion blanc sur case blanche f3 · Pion blanc sur case noire b2 · Dame blanche sur case noire d2 · Roi blanc sur case blanche b1 · Tour blanche sur case blanche d1 · Tour blanche sur case noire g1 | Tour noire sur case blanche a8 · Tour noire sur case blanche c8 · Fou noir sur case blanche e8 · Roi noir sur case noire h8 · Dame noire sur case blanche b7 · Fou noir sur case noire e7 · Pion noir sur case blanche f7 · Pion noir sur case noire g7 · Pion noir sur case blanche h7 · Pion noir sur case noire d6 · Pion noir sur case blanche e6 · Fou blanc sur case noire h6 · Pion blanc sur case blanche h5 · Cavalier blanc sur case noire d4 · Pion blanc sur case noire h4 · Pion blanc sur case noire a3 · Pion noir sur case blanche b3 · Pion blanc sur case blanche f3 · Pion blanc sur case noire b2 · Dame blanche sur case noire d2 · Roi blanc sur case blanche b1 · Tour blanche sur case blanche d1 · Tour blanche sur case noire g1 | Tour noire sur case blanche a8 · Tour noire sur case blanche c8 · Fou noir sur case blanche e8 · Roi noir sur case noire h8 · Dame noire sur case blanche b7 · Fou noir sur case noire e7 · Pion noir sur case blanche f7 · Pion noir sur case noire g7 · Pion noir sur case blanche h7 · Pion noir sur case noire d6 · Pion noir sur case blanche e6 · Fou blanc sur case noire h6 · Pion blanc sur case blanche h5 · Cavalier blanc sur case noire d4 · Pion blanc sur case noire h4 · Pion blanc sur case noire a3 · Pion noir sur case blanche b3 · Pion blanc sur case blanche f3 · Pion blanc sur case noire b2 · Dame blanche sur case noire d2 · Roi blanc sur case blanche b1 · Tour blanche sur case blanche d1 · Tour blanche sur case noire g1 | Tour noire sur case blanche a8 · Tour noire sur case blanche c8 · Fou noir sur case blanche e8 · Roi noir sur case noire h8 · Dame noire sur case blanche b7 · Fou noir sur case noire e7 · Pion noir sur case blanche f7 · Pion noir sur case noire g7 · Pion noir sur case blanche h7 · Pion noir sur case noire d6 · Pion noir sur case blanche e6 · Fou blanc sur case noire h6 · Pion blanc sur case blanche h5 · Cavalier blanc sur case noire d4 · Pion blanc sur case noire h4 · Pion blanc sur case noire a3 · Pion noir sur case blanche b3 · Pion blanc sur case blanche f3 · Pion blanc sur case noire b2 · Dame blanche sur case noire d2 · Roi blanc sur case blanche b1 · Tour blanche sur case blanche d1 · Tour blanche sur case noire g1 | Tour noire sur case blanche a8 · Tour noire sur case blanche c8 · Fou noir sur case blanche e8 · Roi noir sur case noire h8 · Dame noire sur case blanche b7 · Fou noir sur case noire e7 · Pion noir sur case blanche f7 · Pion noir sur case noire g7 · Pion noir sur case blanche h7 · Pion noir sur case noire d6 · Pion noir sur case blanche e6 · Fou blanc sur case noire h6 · Pion blanc sur case blanche h5 · Cavalier blanc sur case noire d4 · Pion blanc sur case noire h4 · Pion blanc sur case noire a3 · Pion noir sur case blanche b3 · Pion blanc sur case blanche f3 · Pion blanc sur case noire b2 · Dame blanche sur case noire d2 · Roi blanc sur case blanche b1 · Tour blanche sur case blanche d1 · Tour blanche sur case noire g1 | Tour noire sur case blanche a8 · Tour noire sur case blanche c8 · Fou noir sur case blanche e8 · Roi noir sur case noire h8 · Dame noire sur case blanche b7 · Fou noir sur case noire e7 · Pion noir sur case blanche f7 · Pion noir sur case noire g7 · Pion noir sur case blanche h7 · Pion noir sur case noire d6 · Pion noir sur case blanche e6 · Fou blanc sur case noire h6 · Pion blanc sur case blanche h5 · Cavalier blanc sur case noire d4 · Pion blanc sur case noire h4 · Pion blanc sur case noire a3 · Pion noir sur case blanche b3 · Pion blanc sur case blanche f3 · Pion blanc sur case noire b2 · Dame blanche sur case noire d2 · Roi blanc sur case blanche b1 · Tour blanche sur case blanche d1 · Tour blanche sur case noire g1 | 5 |
| 4 | Tour noire sur case blanche a8 · Tour noire sur case blanche c8 · Fou noir sur case blanche e8 · Roi noir sur case noire h8 · Dame noire sur case blanche b7 · Fou noir sur case noire e7 · Pion noir sur case blanche f7 · Pion noir sur case noire g7 · Pion noir sur case blanche h7 · Pion noir sur case noire d6 · Pion noir sur case blanche e6 · Fou blanc sur case noire h6 · Pion blanc sur case blanche h5 · Cavalier blanc sur case noire d4 · Pion blanc sur case noire h4 · Pion blanc sur case noire a3 · Pion noir sur case blanche b3 · Pion blanc sur case blanche f3 · Pion blanc sur case noire b2 · Dame blanche sur case noire d2 · Roi blanc sur case blanche b1 · Tour blanche sur case blanche d1 · Tour blanche sur case noire g1 | Tour noire sur case blanche a8 · Tour noire sur case blanche c8 · Fou noir sur case blanche e8 · Roi noir sur case noire h8 · Dame noire sur case blanche b7 · Fou noir sur case noire e7 · Pion noir sur case blanche f7 · Pion noir sur case noire g7 · Pion noir sur case blanche h7 · Pion noir sur case noire d6 · Pion noir sur case blanche e6 · Fou blanc sur case noire h6 · Pion blanc sur case blanche h5 · Cavalier blanc sur case noire d4 · Pion blanc sur case noire h4 · Pion blanc sur case noire a3 · Pion noir sur case blanche b3 · Pion blanc sur case blanche f3 · Pion blanc sur case noire b2 · Dame blanche sur case noire d2 · Roi blanc sur case blanche b1 · Tour blanche sur case blanche d1 · Tour blanche sur case noire g1 | Tour noire sur case blanche a8 · Tour noire sur case blanche c8 · Fou noir sur case blanche e8 · Roi noir sur case noire h8 · Dame noire sur case blanche b7 · Fou noir sur case noire e7 · Pion noir sur case blanche f7 · Pion noir sur case noire g7 · Pion noir sur case blanche h7 · Pion noir sur case noire d6 · Pion noir sur case blanche e6 · Fou blanc sur case noire h6 · Pion blanc sur case blanche h5 · Cavalier blanc sur case noire d4 · Pion blanc sur case noire h4 · Pion blanc sur case noire a3 · Pion noir sur case blanche b3 · Pion blanc sur case blanche f3 · Pion blanc sur case noire b2 · Dame blanche sur case noire d2 · Roi blanc sur case blanche b1 · Tour blanche sur case blanche d1 · Tour blanche sur case noire g1 | Tour noire sur case blanche a8 · Tour noire sur case blanche c8 · Fou noir sur case blanche e8 · Roi noir sur case noire h8 · Dame noire sur case blanche b7 · Fou noir sur case noire e7 · Pion noir sur case blanche f7 · Pion noir sur case noire g7 · Pion noir sur case blanche h7 · Pion noir sur case noire d6 · Pion noir sur case blanche e6 · Fou blanc sur case noire h6 · Pion blanc sur case blanche h5 · Cavalier blanc sur case noire d4 · Pion blanc sur case noire h4 · Pion blanc sur case noire a3 · Pion noir sur case blanche b3 · Pion blanc sur case blanche f3 · Pion blanc sur case noire b2 · Dame blanche sur case noire d2 · Roi blanc sur case blanche b1 · Tour blanche sur case blanche d1 · Tour blanche sur case noire g1 | Tour noire sur case blanche a8 · Tour noire sur case blanche c8 · Fou noir sur case blanche e8 · Roi noir sur case noire h8 · Dame noire sur case blanche b7 · Fou noir sur case noire e7 · Pion noir sur case blanche f7 · Pion noir sur case noire g7 · Pion noir sur case blanche h7 · Pion noir sur case noire d6 · Pion noir sur case blanche e6 · Fou blanc sur case noire h6 · Pion blanc sur case blanche h5 · Cavalier blanc sur case noire d4 · Pion blanc sur case noire h4 · Pion blanc sur case noire a3 · Pion noir sur case blanche b3 · Pion blanc sur case blanche f3 · Pion blanc sur case noire b2 · Dame blanche sur case noire d2 · Roi blanc sur case blanche b1 · Tour blanche sur case blanche d1 · Tour blanche sur case noire g1 | Tour noire sur case blanche a8 · Tour noire sur case blanche c8 · Fou noir sur case blanche e8 · Roi noir sur case noire h8 · Dame noire sur case blanche b7 · Fou noir sur case noire e7 · Pion noir sur case blanche f7 · Pion noir sur case noire g7 · Pion noir sur case blanche h7 · Pion noir sur case noire d6 · Pion noir sur case blanche e6 · Fou blanc sur case noire h6 · Pion blanc sur case blanche h5 · Cavalier blanc sur case noire d4 · Pion blanc sur case noire h4 · Pion blanc sur case noire a3 · Pion noir sur case blanche b3 · Pion blanc sur case blanche f3 · Pion blanc sur case noire b2 · Dame blanche sur case noire d2 · Roi blanc sur case blanche b1 · Tour blanche sur case blanche d1 · Tour blanche sur case noire g1 | Tour noire sur case blanche a8 · Tour noire sur case blanche c8 · Fou noir sur case blanche e8 · Roi noir sur case noire h8 · Dame noire sur case blanche b7 · Fou noir sur case noire e7 · Pion noir sur case blanche f7 · Pion noir sur case noire g7 · Pion noir sur case blanche h7 · Pion noir sur case noire d6 · Pion noir sur case blanche e6 · Fou blanc sur case noire h6 · Pion blanc sur case blanche h5 · Cavalier blanc sur case noire d4 · Pion blanc sur case noire h4 · Pion blanc sur case noire a3 · Pion noir sur case blanche b3 · Pion blanc sur case blanche f3 · Pion blanc sur case noire b2 · Dame blanche sur case noire d2 · Roi blanc sur case blanche b1 · Tour blanche sur case blanche d1 · Tour blanche sur case noire g1 | Tour noire sur case blanche a8 · Tour noire sur case blanche c8 · Fou noir sur case blanche e8 · Roi noir sur case noire h8 · Dame noire sur case blanche b7 · Fou noir sur case noire e7 · Pion noir sur case blanche f7 · Pion noir sur case noire g7 · Pion noir sur case blanche h7 · Pion noir sur case noire d6 · Pion noir sur case blanche e6 · Fou blanc sur case noire h6 · Pion blanc sur case blanche h5 · Cavalier blanc sur case noire d4 · Pion blanc sur case noire h4 · Pion blanc sur case noire a3 · Pion noir sur case blanche b3 · Pion blanc sur case blanche f3 · Pion blanc sur case noire b2 · Dame blanche sur case noire d2 · Roi blanc sur case blanche b1 · Tour blanche sur case blanche d1 · Tour blanche sur case noire g1 | 4 |
| 3 | Tour noire sur case blanche a8 · Tour noire sur case blanche c8 · Fou noir sur case blanche e8 · Roi noir sur case noire h8 · Dame noire sur case blanche b7 · Fou noir sur case noire e7 · Pion noir sur case blanche f7 · Pion noir sur case noire g7 · Pion noir sur case blanche h7 · Pion noir sur case noire d6 · Pion noir sur case blanche e6 · Fou blanc sur case noire h6 · Pion blanc sur case blanche h5 · Cavalier blanc sur case noire d4 · Pion blanc sur case noire h4 · Pion blanc sur case noire a3 · Pion noir sur case blanche b3 · Pion blanc sur case blanche f3 · Pion blanc sur case noire b2 · Dame blanche sur case noire d2 · Roi blanc sur case blanche b1 · Tour blanche sur case blanche d1 · Tour blanche sur case noire g1 | Tour noire sur case blanche a8 · Tour noire sur case blanche c8 · Fou noir sur case blanche e8 · Roi noir sur case noire h8 · Dame noire sur case blanche b7 · Fou noir sur case noire e7 · Pion noir sur case blanche f7 · Pion noir sur case noire g7 · Pion noir sur case blanche h7 · Pion noir sur case noire d6 · Pion noir sur case blanche e6 · Fou blanc sur case noire h6 · Pion blanc sur case blanche h5 · Cavalier blanc sur case noire d4 · Pion blanc sur case noire h4 · Pion blanc sur case noire a3 · Pion noir sur case blanche b3 · Pion blanc sur case blanche f3 · Pion blanc sur case noire b2 · Dame blanche sur case noire d2 · Roi blanc sur case blanche b1 · Tour blanche sur case blanche d1 · Tour blanche sur case noire g1 | Tour noire sur case blanche a8 · Tour noire sur case blanche c8 · Fou noir sur case blanche e8 · Roi noir sur case noire h8 · Dame noire sur case blanche b7 · Fou noir sur case noire e7 · Pion noir sur case blanche f7 · Pion noir sur case noire g7 · Pion noir sur case blanche h7 · Pion noir sur case noire d6 · Pion noir sur case blanche e6 · Fou blanc sur case noire h6 · Pion blanc sur case blanche h5 · Cavalier blanc sur case noire d4 · Pion blanc sur case noire h4 · Pion blanc sur case noire a3 · Pion noir sur case blanche b3 · Pion blanc sur case blanche f3 · Pion blanc sur case noire b2 · Dame blanche sur case noire d2 · Roi blanc sur case blanche b1 · Tour blanche sur case blanche d1 · Tour blanche sur case noire g1 | Tour noire sur case blanche a8 · Tour noire sur case blanche c8 · Fou noir sur case blanche e8 · Roi noir sur case noire h8 · Dame noire sur case blanche b7 · Fou noir sur case noire e7 · Pion noir sur case blanche f7 · Pion noir sur case noire g7 · Pion noir sur case blanche h7 · Pion noir sur case noire d6 · Pion noir sur case blanche e6 · Fou blanc sur case noire h6 · Pion blanc sur case blanche h5 · Cavalier blanc sur case noire d4 · Pion blanc sur case noire h4 · Pion blanc sur case noire a3 · Pion noir sur case blanche b3 · Pion blanc sur case blanche f3 · Pion blanc sur case noire b2 · Dame blanche sur case noire d2 · Roi blanc sur case blanche b1 · Tour blanche sur case blanche d1 · Tour blanche sur case noire g1 | Tour noire sur case blanche a8 · Tour noire sur case blanche c8 · Fou noir sur case blanche e8 · Roi noir sur case noire h8 · Dame noire sur case blanche b7 · Fou noir sur case noire e7 · Pion noir sur case blanche f7 · Pion noir sur case noire g7 · Pion noir sur case blanche h7 · Pion noir sur case noire d6 · Pion noir sur case blanche e6 · Fou blanc sur case noire h6 · Pion blanc sur case blanche h5 · Cavalier blanc sur case noire d4 · Pion blanc sur case noire h4 · Pion blanc sur case noire a3 · Pion noir sur case blanche b3 · Pion blanc sur case blanche f3 · Pion blanc sur case noire b2 · Dame blanche sur case noire d2 · Roi blanc sur case blanche b1 · Tour blanche sur case blanche d1 · Tour blanche sur case noire g1 | Tour noire sur case blanche a8 · Tour noire sur case blanche c8 · Fou noir sur case blanche e8 · Roi noir sur case noire h8 · Dame noire sur case blanche b7 · Fou noir sur case noire e7 · Pion noir sur case blanche f7 · Pion noir sur case noire g7 · Pion noir sur case blanche h7 · Pion noir sur case noire d6 · Pion noir sur case blanche e6 · Fou blanc sur case noire h6 · Pion blanc sur case blanche h5 · Cavalier blanc sur case noire d4 · Pion blanc sur case noire h4 · Pion blanc sur case noire a3 · Pion noir sur case blanche b3 · Pion blanc sur case blanche f3 · Pion blanc sur case noire b2 · Dame blanche sur case noire d2 · Roi blanc sur case blanche b1 · Tour blanche sur case blanche d1 · Tour blanche sur case noire g1 | Tour noire sur case blanche a8 · Tour noire sur case blanche c8 · Fou noir sur case blanche e8 · Roi noir sur case noire h8 · Dame noire sur case blanche b7 · Fou noir sur case noire e7 · Pion noir sur case blanche f7 · Pion noir sur case noire g7 · Pion noir sur case blanche h7 · Pion noir sur case noire d6 · Pion noir sur case blanche e6 · Fou blanc sur case noire h6 · Pion blanc sur case blanche h5 · Cavalier blanc sur case noire d4 · Pion blanc sur case noire h4 · Pion blanc sur case noire a3 · Pion noir sur case blanche b3 · Pion blanc sur case blanche f3 · Pion blanc sur case noire b2 · Dame blanche sur case noire d2 · Roi blanc sur case blanche b1 · Tour blanche sur case blanche d1 · Tour blanche sur case noire g1 | Tour noire sur case blanche a8 · Tour noire sur case blanche c8 · Fou noir sur case blanche e8 · Roi noir sur case noire h8 · Dame noire sur case blanche b7 · Fou noir sur case noire e7 · Pion noir sur case blanche f7 · Pion noir sur case noire g7 · Pion noir sur case blanche h7 · Pion noir sur case noire d6 · Pion noir sur case blanche e6 · Fou blanc sur case noire h6 · Pion blanc sur case blanche h5 · Cavalier blanc sur case noire d4 · Pion blanc sur case noire h4 · Pion blanc sur case noire a3 · Pion noir sur case blanche b3 · Pion blanc sur case blanche f3 · Pion blanc sur case noire b2 · Dame blanche sur case noire d2 · Roi blanc sur case blanche b1 · Tour blanche sur case blanche d1 · Tour blanche sur case noire g1 | 3 |
| 2 | Tour noire sur case blanche a8 · Tour noire sur case blanche c8 · Fou noir sur case blanche e8 · Roi noir sur case noire h8 · Dame noire sur case blanche b7 · Fou noir sur case noire e7 · Pion noir sur case blanche f7 · Pion noir sur case noire g7 · Pion noir sur case blanche h7 · Pion noir sur case noire d6 · Pion noir sur case blanche e6 · Fou blanc sur case noire h6 · Pion blanc sur case blanche h5 · Cavalier blanc sur case noire d4 · Pion blanc sur case noire h4 · Pion blanc sur case noire a3 · Pion noir sur case blanche b3 · Pion blanc sur case blanche f3 · Pion blanc sur case noire b2 · Dame blanche sur case noire d2 · Roi blanc sur case blanche b1 · Tour blanche sur case blanche d1 · Tour blanche sur case noire g1 | Tour noire sur case blanche a8 · Tour noire sur case blanche c8 · Fou noir sur case blanche e8 · Roi noir sur case noire h8 · Dame noire sur case blanche b7 · Fou noir sur case noire e7 · Pion noir sur case blanche f7 · Pion noir sur case noire g7 · Pion noir sur case blanche h7 · Pion noir sur case noire d6 · Pion noir sur case blanche e6 · Fou blanc sur case noire h6 · Pion blanc sur case blanche h5 · Cavalier blanc sur case noire d4 · Pion blanc sur case noire h4 · Pion blanc sur case noire a3 · Pion noir sur case blanche b3 · Pion blanc sur case blanche f3 · Pion blanc sur case noire b2 · Dame blanche sur case noire d2 · Roi blanc sur case blanche b1 · Tour blanche sur case blanche d1 · Tour blanche sur case noire g1 | Tour noire sur case blanche a8 · Tour noire sur case blanche c8 · Fou noir sur case blanche e8 · Roi noir sur case noire h8 · Dame noire sur case blanche b7 · Fou noir sur case noire e7 · Pion noir sur case blanche f7 · Pion noir sur case noire g7 · Pion noir sur case blanche h7 · Pion noir sur case noire d6 · Pion noir sur case blanche e6 · Fou blanc sur case noire h6 · Pion blanc sur case blanche h5 · Cavalier blanc sur case noire d4 · Pion blanc sur case noire h4 · Pion blanc sur case noire a3 · Pion noir sur case blanche b3 · Pion blanc sur case blanche f3 · Pion blanc sur case noire b2 · Dame blanche sur case noire d2 · Roi blanc sur case blanche b1 · Tour blanche sur case blanche d1 · Tour blanche sur case noire g1 | Tour noire sur case blanche a8 · Tour noire sur case blanche c8 · Fou noir sur case blanche e8 · Roi noir sur case noire h8 · Dame noire sur case blanche b7 · Fou noir sur case noire e7 · Pion noir sur case blanche f7 · Pion noir sur case noire g7 · Pion noir sur case blanche h7 · Pion noir sur case noire d6 · Pion noir sur case blanche e6 · Fou blanc sur case noire h6 · Pion blanc sur case blanche h5 · Cavalier blanc sur case noire d4 · Pion blanc sur case noire h4 · Pion blanc sur case noire a3 · Pion noir sur case blanche b3 · Pion blanc sur case blanche f3 · Pion blanc sur case noire b2 · Dame blanche sur case noire d2 · Roi blanc sur case blanche b1 · Tour blanche sur case blanche d1 · Tour blanche sur case noire g1 | Tour noire sur case blanche a8 · Tour noire sur case blanche c8 · Fou noir sur case blanche e8 · Roi noir sur case noire h8 · Dame noire sur case blanche b7 · Fou noir sur case noire e7 · Pion noir sur case blanche f7 · Pion noir sur case noire g7 · Pion noir sur case blanche h7 · Pion noir sur case noire d6 · Pion noir sur case blanche e6 · Fou blanc sur case noire h6 · Pion blanc sur case blanche h5 · Cavalier blanc sur case noire d4 · Pion blanc sur case noire h4 · Pion blanc sur case noire a3 · Pion noir sur case blanche b3 · Pion blanc sur case blanche f3 · Pion blanc sur case noire b2 · Dame blanche sur case noire d2 · Roi blanc sur case blanche b1 · Tour blanche sur case blanche d1 · Tour blanche sur case noire g1 | Tour noire sur case blanche a8 · Tour noire sur case blanche c8 · Fou noir sur case blanche e8 · Roi noir sur case noire h8 · Dame noire sur case blanche b7 · Fou noir sur case noire e7 · Pion noir sur case blanche f7 · Pion noir sur case noire g7 · Pion noir sur case blanche h7 · Pion noir sur case noire d6 · Pion noir sur case blanche e6 · Fou blanc sur case noire h6 · Pion blanc sur case blanche h5 · Cavalier blanc sur case noire d4 · Pion blanc sur case noire h4 · Pion blanc sur case noire a3 · Pion noir sur case blanche b3 · Pion blanc sur case blanche f3 · Pion blanc sur case noire b2 · Dame blanche sur case noire d2 · Roi blanc sur case blanche b1 · Tour blanche sur case blanche d1 · Tour blanche sur case noire g1 | Tour noire sur case blanche a8 · Tour noire sur case blanche c8 · Fou noir sur case blanche e8 · Roi noir sur case noire h8 · Dame noire sur case blanche b7 · Fou noir sur case noire e7 · Pion noir sur case blanche f7 · Pion noir sur case noire g7 · Pion noir sur case blanche h7 · Pion noir sur case noire d6 · Pion noir sur case blanche e6 · Fou blanc sur case noire h6 · Pion blanc sur case blanche h5 · Cavalier blanc sur case noire d4 · Pion blanc sur case noire h4 · Pion blanc sur case noire a3 · Pion noir sur case blanche b3 · Pion blanc sur case blanche f3 · Pion blanc sur case noire b2 · Dame blanche sur case noire d2 · Roi blanc sur case blanche b1 · Tour blanche sur case blanche d1 · Tour blanche sur case noire g1 | Tour noire sur case blanche a8 · Tour noire sur case blanche c8 · Fou noir sur case blanche e8 · Roi noir sur case noire h8 · Dame noire sur case blanche b7 · Fou noir sur case noire e7 · Pion noir sur case blanche f7 · Pion noir sur case noire g7 · Pion noir sur case blanche h7 · Pion noir sur case noire d6 · Pion noir sur case blanche e6 · Fou blanc sur case noire h6 · Pion blanc sur case blanche h5 · Cavalier blanc sur case noire d4 · Pion blanc sur case noire h4 · Pion blanc sur case noire a3 · Pion noir sur case blanche b3 · Pion blanc sur case blanche f3 · Pion blanc sur case noire b2 · Dame blanche sur case noire d2 · Roi blanc sur case blanche b1 · Tour blanche sur case blanche d1 · Tour blanche sur case noire g1 | 2 |
| 1 | Tour noire sur case blanche a8 · Tour noire sur case blanche c8 · Fou noir sur case blanche e8 · Roi noir sur case noire h8 · Dame noire sur case blanche b7 · Fou noir sur case noire e7 · Pion noir sur case blanche f7 · Pion noir sur case noire g7 · Pion noir sur case blanche h7 · Pion noir sur case noire d6 · Pion noir sur case blanche e6 · Fou blanc sur case noire h6 · Pion blanc sur case blanche h5 · Cavalier blanc sur case noire d4 · Pion blanc sur case noire h4 · Pion blanc sur case noire a3 · Pion noir sur case blanche b3 · Pion blanc sur case blanche f3 · Pion blanc sur case noire b2 · Dame blanche sur case noire d2 · Roi blanc sur case blanche b1 · Tour blanche sur case blanche d1 · Tour blanche sur case noire g1 | Tour noire sur case blanche a8 · Tour noire sur case blanche c8 · Fou noir sur case blanche e8 · Roi noir sur case noire h8 · Dame noire sur case blanche b7 · Fou noir sur case noire e7 · Pion noir sur case blanche f7 · Pion noir sur case noire g7 · Pion noir sur case blanche h7 · Pion noir sur case noire d6 · Pion noir sur case blanche e6 · Fou blanc sur case noire h6 · Pion blanc sur case blanche h5 · Cavalier blanc sur case noire d4 · Pion blanc sur case noire h4 · Pion blanc sur case noire a3 · Pion noir sur case blanche b3 · Pion blanc sur case blanche f3 · Pion blanc sur case noire b2 · Dame blanche sur case noire d2 · Roi blanc sur case blanche b1 · Tour blanche sur case blanche d1 · Tour blanche sur case noire g1 | Tour noire sur case blanche a8 · Tour noire sur case blanche c8 · Fou noir sur case blanche e8 · Roi noir sur case noire h8 · Dame noire sur case blanche b7 · Fou noir sur case noire e7 · Pion noir sur case blanche f7 · Pion noir sur case noire g7 · Pion noir sur case blanche h7 · Pion noir sur case noire d6 · Pion noir sur case blanche e6 · Fou blanc sur case noire h6 · Pion blanc sur case blanche h5 · Cavalier blanc sur case noire d4 · Pion blanc sur case noire h4 · Pion blanc sur case noire a3 · Pion noir sur case blanche b3 · Pion blanc sur case blanche f3 · Pion blanc sur case noire b2 · Dame blanche sur case noire d2 · Roi blanc sur case blanche b1 · Tour blanche sur case blanche d1 · Tour blanche sur case noire g1 | Tour noire sur case blanche a8 · Tour noire sur case blanche c8 · Fou noir sur case blanche e8 · Roi noir sur case noire h8 · Dame noire sur case blanche b7 · Fou noir sur case noire e7 · Pion noir sur case blanche f7 · Pion noir sur case noire g7 · Pion noir sur case blanche h7 · Pion noir sur case noire d6 · Pion noir sur case blanche e6 · Fou blanc sur case noire h6 · Pion blanc sur case blanche h5 · Cavalier blanc sur case noire d4 · Pion blanc sur case noire h4 · Pion blanc sur case noire a3 · Pion noir sur case blanche b3 · Pion blanc sur case blanche f3 · Pion blanc sur case noire b2 · Dame blanche sur case noire d2 · Roi blanc sur case blanche b1 · Tour blanche sur case blanche d1 · Tour blanche sur case noire g1 | Tour noire sur case blanche a8 · Tour noire sur case blanche c8 · Fou noir sur case blanche e8 · Roi noir sur case noire h8 · Dame noire sur case blanche b7 · Fou noir sur case noire e7 · Pion noir sur case blanche f7 · Pion noir sur case noire g7 · Pion noir sur case blanche h7 · Pion noir sur case noire d6 · Pion noir sur case blanche e6 · Fou blanc sur case noire h6 · Pion blanc sur case blanche h5 · Cavalier blanc sur case noire d4 · Pion blanc sur case noire h4 · Pion blanc sur case noire a3 · Pion noir sur case blanche b3 · Pion blanc sur case blanche f3 · Pion blanc sur case noire b2 · Dame blanche sur case noire d2 · Roi blanc sur case blanche b1 · Tour blanche sur case blanche d1 · Tour blanche sur case noire g1 | Tour noire sur case blanche a8 · Tour noire sur case blanche c8 · Fou noir sur case blanche e8 · Roi noir sur case noire h8 · Dame noire sur case blanche b7 · Fou noir sur case noire e7 · Pion noir sur case blanche f7 · Pion noir sur case noire g7 · Pion noir sur case blanche h7 · Pion noir sur case noire d6 · Pion noir sur case blanche e6 · Fou blanc sur case noire h6 · Pion blanc sur case blanche h5 · Cavalier blanc sur case noire d4 · Pion blanc sur case noire h4 · Pion blanc sur case noire a3 · Pion noir sur case blanche b3 · Pion blanc sur case blanche f3 · Pion blanc sur case noire b2 · Dame blanche sur case noire d2 · Roi blanc sur case blanche b1 · Tour blanche sur case blanche d1 · Tour blanche sur case noire g1 | Tour noire sur case blanche a8 · Tour noire sur case blanche c8 · Fou noir sur case blanche e8 · Roi noir sur case noire h8 · Dame noire sur case blanche b7 · Fou noir sur case noire e7 · Pion noir sur case blanche f7 · Pion noir sur case noire g7 · Pion noir sur case blanche h7 · Pion noir sur case noire d6 · Pion noir sur case blanche e6 · Fou blanc sur case noire h6 · Pion blanc sur case blanche h5 · Cavalier blanc sur case noire d4 · Pion blanc sur case noire h4 · Pion blanc sur case noire a3 · Pion noir sur case blanche b3 · Pion blanc sur case blanche f3 · Pion blanc sur case noire b2 · Dame blanche sur case noire d2 · Roi blanc sur case blanche b1 · Tour blanche sur case blanche d1 · Tour blanche sur case noire g1 | Tour noire sur case blanche a8 · Tour noire sur case blanche c8 · Fou noir sur case blanche e8 · Roi noir sur case noire h8 · Dame noire sur case blanche b7 · Fou noir sur case noire e7 · Pion noir sur case blanche f7 · Pion noir sur case noire g7 · Pion noir sur case blanche h7 · Pion noir sur case noire d6 · Pion noir sur case blanche e6 · Fou blanc sur case noire h6 · Pion blanc sur case blanche h5 · Cavalier blanc sur case noire d4 · Pion blanc sur case noire h4 · Pion blanc sur case noire a3 · Pion noir sur case blanche b3 · Pion blanc sur case blanche f3 · Pion blanc sur case noire b2 · Dame blanche sur case noire d2 · Roi blanc sur case blanche b1 · Tour blanche sur case blanche d1 · Tour blanche sur case noire g1 | 1 |
|   | a | b | c | d | e | f | g | h |   |

1.e4 c5 2.Cf3 Cc6 3.Fb5 d6 4.d4 cxd4 5.Dxd4 Fd7 6.Fxc6 Fxc6 7.Cc3 Cf6 8.Fg5 e6 9.O-O-O Fe7 10.The1 O-O 11.Dd2 Da5 12.Rb1 Da6 13.Cd4 Tfc8 14.f3 Fe8 15.h4 Il est clair que les deux camps souhaitent passer à l'attaque.
15... b5 16.g4 b4 17.Cce2 Le déplacement qu'effectue le cavalier (Cc3-Ce2-Cg3-Ch5) entre dans le plan des blancs qu'il soit ou non chassé par l'avance du pion b des noirs.
17... Db7 18.Cg3 a5 19.Tg1 a4 20.Ch5 Cxh5 21.gxh5 b3 22.cxb3 axb3 23.a3 Rh8 Par ce coup les noirs tentent de se défendre contre l'arrivée du fou en h6 mais... 
24.Fh6! Les précautions des noirs contre ce coup n'auront pas suffi.
|   | a | b | c | d | e | f | g | h |   |
| 8 | Tour noire sur case blanche a8 · Tour noire sur case blanche c8 · Fou noir sur case blanche e8 · Roi noir sur case noire f8 · Dame noire sur case blanche b7 · Pion noir sur case blanche f7 · Pion noir sur case blanche h7 · Pion noir sur case noire d6 · Pion noir sur case blanche e6 · Cavalier blanc sur case blanche f5 · Pion blanc sur case blanche h5 · Pion blanc sur case blanche e4 · Pion blanc sur case noire h4 · Pion blanc sur case noire a3 · Pion noir sur case blanche b3 · Pion blanc sur case blanche f3 · Pion blanc sur case noire b2 · Dame blanche sur case noire d2 · Roi blanc sur case blanche b1 · Tour blanche sur case noire g1 | Tour noire sur case blanche a8 · Tour noire sur case blanche c8 · Fou noir sur case blanche e8 · Roi noir sur case noire f8 · Dame noire sur case blanche b7 · Pion noir sur case blanche f7 · Pion noir sur case blanche h7 · Pion noir sur case noire d6 · Pion noir sur case blanche e6 · Cavalier blanc sur case blanche f5 · Pion blanc sur case blanche h5 · Pion blanc sur case blanche e4 · Pion blanc sur case noire h4 · Pion blanc sur case noire a3 · Pion noir sur case blanche b3 · Pion blanc sur case blanche f3 · Pion blanc sur case noire b2 · Dame blanche sur case noire d2 · Roi blanc sur case blanche b1 · Tour blanche sur case noire g1 | Tour noire sur case blanche a8 · Tour noire sur case blanche c8 · Fou noir sur case blanche e8 · Roi noir sur case noire f8 · Dame noire sur case blanche b7 · Pion noir sur case blanche f7 · Pion noir sur case blanche h7 · Pion noir sur case noire d6 · Pion noir sur case blanche e6 · Cavalier blanc sur case blanche f5 · Pion blanc sur case blanche h5 · Pion blanc sur case blanche e4 · Pion blanc sur case noire h4 · Pion blanc sur case noire a3 · Pion noir sur case blanche b3 · Pion blanc sur case blanche f3 · Pion blanc sur case noire b2 · Dame blanche sur case noire d2 · Roi blanc sur case blanche b1 · Tour blanche sur case noire g1 | Tour noire sur case blanche a8 · Tour noire sur case blanche c8 · Fou noir sur case blanche e8 · Roi noir sur case noire f8 · Dame noire sur case blanche b7 · Pion noir sur case blanche f7 · Pion noir sur case blanche h7 · Pion noir sur case noire d6 · Pion noir sur case blanche e6 · Cavalier blanc sur case blanche f5 · Pion blanc sur case blanche h5 · Pion blanc sur case blanche e4 · Pion blanc sur case noire h4 · Pion blanc sur case noire a3 · Pion noir sur case blanche b3 · Pion blanc sur case blanche f3 · Pion blanc sur case noire b2 · Dame blanche sur case noire d2 · Roi blanc sur case blanche b1 · Tour blanche sur case noire g1 | Tour noire sur case blanche a8 · Tour noire sur case blanche c8 · Fou noir sur case blanche e8 · Roi noir sur case noire f8 · Dame noire sur case blanche b7 · Pion noir sur case blanche f7 · Pion noir sur case blanche h7 · Pion noir sur case noire d6 · Pion noir sur case blanche e6 · Cavalier blanc sur case blanche f5 · Pion blanc sur case blanche h5 · Pion blanc sur case blanche e4 · Pion blanc sur case noire h4 · Pion blanc sur case noire a3 · Pion noir sur case blanche b3 · Pion blanc sur case blanche f3 · Pion blanc sur case noire b2 · Dame blanche sur case noire d2 · Roi blanc sur case blanche b1 · Tour blanche sur case noire g1 | Tour noire sur case blanche a8 · Tour noire sur case blanche c8 · Fou noir sur case blanche e8 · Roi noir sur case noire f8 · Dame noire sur case blanche b7 · Pion noir sur case blanche f7 · Pion noir sur case blanche h7 · Pion noir sur case noire d6 · Pion noir sur case blanche e6 · Cavalier blanc sur case blanche f5 · Pion blanc sur case blanche h5 · Pion blanc sur case blanche e4 · Pion blanc sur case noire h4 · Pion blanc sur case noire a3 · Pion noir sur case blanche b3 · Pion blanc sur case blanche f3 · Pion blanc sur case noire b2 · Dame blanche sur case noire d2 · Roi blanc sur case blanche b1 · Tour blanche sur case noire g1 | Tour noire sur case blanche a8 · Tour noire sur case blanche c8 · Fou noir sur case blanche e8 · Roi noir sur case noire f8 · Dame noire sur case blanche b7 · Pion noir sur case blanche f7 · Pion noir sur case blanche h7 · Pion noir sur case noire d6 · Pion noir sur case blanche e6 · Cavalier blanc sur case blanche f5 · Pion blanc sur case blanche h5 · Pion blanc sur case blanche e4 · Pion blanc sur case noire h4 · Pion blanc sur case noire a3 · Pion noir sur case blanche b3 · Pion blanc sur case blanche f3 · Pion blanc sur case noire b2 · Dame blanche sur case noire d2 · Roi blanc sur case blanche b1 · Tour blanche sur case noire g1 | Tour noire sur case blanche a8 · Tour noire sur case blanche c8 · Fou noir sur case blanche e8 · Roi noir sur case noire f8 · Dame noire sur case blanche b7 · Pion noir sur case blanche f7 · Pion noir sur case blanche h7 · Pion noir sur case noire d6 · Pion noir sur case blanche e6 · Cavalier blanc sur case blanche f5 · Pion blanc sur case blanche h5 · Pion blanc sur case blanche e4 · Pion blanc sur case noire h4 · Pion blanc sur case noire a3 · Pion noir sur case blanche b3 · Pion blanc sur case blanche f3 · Pion blanc sur case noire b2 · Dame blanche sur case noire d2 · Roi blanc sur case blanche b1 · Tour blanche sur case noire g1 | 8 |
| 7 | Tour noire sur case blanche a8 · Tour noire sur case blanche c8 · Fou noir sur case blanche e8 · Roi noir sur case noire f8 · Dame noire sur case blanche b7 · Pion noir sur case blanche f7 · Pion noir sur case blanche h7 · Pion noir sur case noire d6 · Pion noir sur case blanche e6 · Cavalier blanc sur case blanche f5 · Pion blanc sur case blanche h5 · Pion blanc sur case blanche e4 · Pion blanc sur case noire h4 · Pion blanc sur case noire a3 · Pion noir sur case blanche b3 · Pion blanc sur case blanche f3 · Pion blanc sur case noire b2 · Dame blanche sur case noire d2 · Roi blanc sur case blanche b1 · Tour blanche sur case noire g1 | Tour noire sur case blanche a8 · Tour noire sur case blanche c8 · Fou noir sur case blanche e8 · Roi noir sur case noire f8 · Dame noire sur case blanche b7 · Pion noir sur case blanche f7 · Pion noir sur case blanche h7 · Pion noir sur case noire d6 · Pion noir sur case blanche e6 · Cavalier blanc sur case blanche f5 · Pion blanc sur case blanche h5 · Pion blanc sur case blanche e4 · Pion blanc sur case noire h4 · Pion blanc sur case noire a3 · Pion noir sur case blanche b3 · Pion blanc sur case blanche f3 · Pion blanc sur case noire b2 · Dame blanche sur case noire d2 · Roi blanc sur case blanche b1 · Tour blanche sur case noire g1 | Tour noire sur case blanche a8 · Tour noire sur case blanche c8 · Fou noir sur case blanche e8 · Roi noir sur case noire f8 · Dame noire sur case blanche b7 · Pion noir sur case blanche f7 · Pion noir sur case blanche h7 · Pion noir sur case noire d6 · Pion noir sur case blanche e6 · Cavalier blanc sur case blanche f5 · Pion blanc sur case blanche h5 · Pion blanc sur case blanche e4 · Pion blanc sur case noire h4 · Pion blanc sur case noire a3 · Pion noir sur case blanche b3 · Pion blanc sur case blanche f3 · Pion blanc sur case noire b2 · Dame blanche sur case noire d2 · Roi blanc sur case blanche b1 · Tour blanche sur case noire g1 | Tour noire sur case blanche a8 · Tour noire sur case blanche c8 · Fou noir sur case blanche e8 · Roi noir sur case noire f8 · Dame noire sur case blanche b7 · Pion noir sur case blanche f7 · Pion noir sur case blanche h7 · Pion noir sur case noire d6 · Pion noir sur case blanche e6 · Cavalier blanc sur case blanche f5 · Pion blanc sur case blanche h5 · Pion blanc sur case blanche e4 · Pion blanc sur case noire h4 · Pion blanc sur case noire a3 · Pion noir sur case blanche b3 · Pion blanc sur case blanche f3 · Pion blanc sur case noire b2 · Dame blanche sur case noire d2 · Roi blanc sur case blanche b1 · Tour blanche sur case noire g1 | Tour noire sur case blanche a8 · Tour noire sur case blanche c8 · Fou noir sur case blanche e8 · Roi noir sur case noire f8 · Dame noire sur case blanche b7 · Pion noir sur case blanche f7 · Pion noir sur case blanche h7 · Pion noir sur case noire d6 · Pion noir sur case blanche e6 · Cavalier blanc sur case blanche f5 · Pion blanc sur case blanche h5 · Pion blanc sur case blanche e4 · Pion blanc sur case noire h4 · Pion blanc sur case noire a3 · Pion noir sur case blanche b3 · Pion blanc sur case blanche f3 · Pion blanc sur case noire b2 · Dame blanche sur case noire d2 · Roi blanc sur case blanche b1 · Tour blanche sur case noire g1 | Tour noire sur case blanche a8 · Tour noire sur case blanche c8 · Fou noir sur case blanche e8 · Roi noir sur case noire f8 · Dame noire sur case blanche b7 · Pion noir sur case blanche f7 · Pion noir sur case blanche h7 · Pion noir sur case noire d6 · Pion noir sur case blanche e6 · Cavalier blanc sur case blanche f5 · Pion blanc sur case blanche h5 · Pion blanc sur case blanche e4 · Pion blanc sur case noire h4 · Pion blanc sur case noire a3 · Pion noir sur case blanche b3 · Pion blanc sur case blanche f3 · Pion blanc sur case noire b2 · Dame blanche sur case noire d2 · Roi blanc sur case blanche b1 · Tour blanche sur case noire g1 | Tour noire sur case blanche a8 · Tour noire sur case blanche c8 · Fou noir sur case blanche e8 · Roi noir sur case noire f8 · Dame noire sur case blanche b7 · Pion noir sur case blanche f7 · Pion noir sur case blanche h7 · Pion noir sur case noire d6 · Pion noir sur case blanche e6 · Cavalier blanc sur case blanche f5 · Pion blanc sur case blanche h5 · Pion blanc sur case blanche e4 · Pion blanc sur case noire h4 · Pion blanc sur case noire a3 · Pion noir sur case blanche b3 · Pion blanc sur case blanche f3 · Pion blanc sur case noire b2 · Dame blanche sur case noire d2 · Roi blanc sur case blanche b1 · Tour blanche sur case noire g1 | Tour noire sur case blanche a8 · Tour noire sur case blanche c8 · Fou noir sur case blanche e8 · Roi noir sur case noire f8 · Dame noire sur case blanche b7 · Pion noir sur case blanche f7 · Pion noir sur case blanche h7 · Pion noir sur case noire d6 · Pion noir sur case blanche e6 · Cavalier blanc sur case blanche f5 · Pion blanc sur case blanche h5 · Pion blanc sur case blanche e4 · Pion blanc sur case noire h4 · Pion blanc sur case noire a3 · Pion noir sur case blanche b3 · Pion blanc sur case blanche f3 · Pion blanc sur case noire b2 · Dame blanche sur case noire d2 · Roi blanc sur case blanche b1 · Tour blanche sur case noire g1 | 7 |
| 6 | Tour noire sur case blanche a8 · Tour noire sur case blanche c8 · Fou noir sur case blanche e8 · Roi noir sur case noire f8 · Dame noire sur case blanche b7 · Pion noir sur case blanche f7 · Pion noir sur case blanche h7 · Pion noir sur case noire d6 · Pion noir sur case blanche e6 · Cavalier blanc sur case blanche f5 · Pion blanc sur case blanche h5 · Pion blanc sur case blanche e4 · Pion blanc sur case noire h4 · Pion blanc sur case noire a3 · Pion noir sur case blanche b3 · Pion blanc sur case blanche f3 · Pion blanc sur case noire b2 · Dame blanche sur case noire d2 · Roi blanc sur case blanche b1 · Tour blanche sur case noire g1 | Tour noire sur case blanche a8 · Tour noire sur case blanche c8 · Fou noir sur case blanche e8 · Roi noir sur case noire f8 · Dame noire sur case blanche b7 · Pion noir sur case blanche f7 · Pion noir sur case blanche h7 · Pion noir sur case noire d6 · Pion noir sur case blanche e6 · Cavalier blanc sur case blanche f5 · Pion blanc sur case blanche h5 · Pion blanc sur case blanche e4 · Pion blanc sur case noire h4 · Pion blanc sur case noire a3 · Pion noir sur case blanche b3 · Pion blanc sur case blanche f3 · Pion blanc sur case noire b2 · Dame blanche sur case noire d2 · Roi blanc sur case blanche b1 · Tour blanche sur case noire g1 | Tour noire sur case blanche a8 · Tour noire sur case blanche c8 · Fou noir sur case blanche e8 · Roi noir sur case noire f8 · Dame noire sur case blanche b7 · Pion noir sur case blanche f7 · Pion noir sur case blanche h7 · Pion noir sur case noire d6 · Pion noir sur case blanche e6 · Cavalier blanc sur case blanche f5 · Pion blanc sur case blanche h5 · Pion blanc sur case blanche e4 · Pion blanc sur case noire h4 · Pion blanc sur case noire a3 · Pion noir sur case blanche b3 · Pion blanc sur case blanche f3 · Pion blanc sur case noire b2 · Dame blanche sur case noire d2 · Roi blanc sur case blanche b1 · Tour blanche sur case noire g1 | Tour noire sur case blanche a8 · Tour noire sur case blanche c8 · Fou noir sur case blanche e8 · Roi noir sur case noire f8 · Dame noire sur case blanche b7 · Pion noir sur case blanche f7 · Pion noir sur case blanche h7 · Pion noir sur case noire d6 · Pion noir sur case blanche e6 · Cavalier blanc sur case blanche f5 · Pion blanc sur case blanche h5 · Pion blanc sur case blanche e4 · Pion blanc sur case noire h4 · Pion blanc sur case noire a3 · Pion noir sur case blanche b3 · Pion blanc sur case blanche f3 · Pion blanc sur case noire b2 · Dame blanche sur case noire d2 · Roi blanc sur case blanche b1 · Tour blanche sur case noire g1 | Tour noire sur case blanche a8 · Tour noire sur case blanche c8 · Fou noir sur case blanche e8 · Roi noir sur case noire f8 · Dame noire sur case blanche b7 · Pion noir sur case blanche f7 · Pion noir sur case blanche h7 · Pion noir sur case noire d6 · Pion noir sur case blanche e6 · Cavalier blanc sur case blanche f5 · Pion blanc sur case blanche h5 · Pion blanc sur case blanche e4 · Pion blanc sur case noire h4 · Pion blanc sur case noire a3 · Pion noir sur case blanche b3 · Pion blanc sur case blanche f3 · Pion blanc sur case noire b2 · Dame blanche sur case noire d2 · Roi blanc sur case blanche b1 · Tour blanche sur case noire g1 | Tour noire sur case blanche a8 · Tour noire sur case blanche c8 · Fou noir sur case blanche e8 · Roi noir sur case noire f8 · Dame noire sur case blanche b7 · Pion noir sur case blanche f7 · Pion noir sur case blanche h7 · Pion noir sur case noire d6 · Pion noir sur case blanche e6 · Cavalier blanc sur case blanche f5 · Pion blanc sur case blanche h5 · Pion blanc sur case blanche e4 · Pion blanc sur case noire h4 · Pion blanc sur case noire a3 · Pion noir sur case blanche b3 · Pion blanc sur case blanche f3 · Pion blanc sur case noire b2 · Dame blanche sur case noire d2 · Roi blanc sur case blanche b1 · Tour blanche sur case noire g1 | Tour noire sur case blanche a8 · Tour noire sur case blanche c8 · Fou noir sur case blanche e8 · Roi noir sur case noire f8 · Dame noire sur case blanche b7 · Pion noir sur case blanche f7 · Pion noir sur case blanche h7 · Pion noir sur case noire d6 · Pion noir sur case blanche e6 · Cavalier blanc sur case blanche f5 · Pion blanc sur case blanche h5 · Pion blanc sur case blanche e4 · Pion blanc sur case noire h4 · Pion blanc sur case noire a3 · Pion noir sur case blanche b3 · Pion blanc sur case blanche f3 · Pion blanc sur case noire b2 · Dame blanche sur case noire d2 · Roi blanc sur case blanche b1 · Tour blanche sur case noire g1 | Tour noire sur case blanche a8 · Tour noire sur case blanche c8 · Fou noir sur case blanche e8 · Roi noir sur case noire f8 · Dame noire sur case blanche b7 · Pion noir sur case blanche f7 · Pion noir sur case blanche h7 · Pion noir sur case noire d6 · Pion noir sur case blanche e6 · Cavalier blanc sur case blanche f5 · Pion blanc sur case blanche h5 · Pion blanc sur case blanche e4 · Pion blanc sur case noire h4 · Pion blanc sur case noire a3 · Pion noir sur case blanche b3 · Pion blanc sur case blanche f3 · Pion blanc sur case noire b2 · Dame blanche sur case noire d2 · Roi blanc sur case blanche b1 · Tour blanche sur case noire g1 | 6 |
| 5 | Tour noire sur case blanche a8 · Tour noire sur case blanche c8 · Fou noir sur case blanche e8 · Roi noir sur case noire f8 · Dame noire sur case blanche b7 · Pion noir sur case blanche f7 · Pion noir sur case blanche h7 · Pion noir sur case noire d6 · Pion noir sur case blanche e6 · Cavalier blanc sur case blanche f5 · Pion blanc sur case blanche h5 · Pion blanc sur case blanche e4 · Pion blanc sur case noire h4 · Pion blanc sur case noire a3 · Pion noir sur case blanche b3 · Pion blanc sur case blanche f3 · Pion blanc sur case noire b2 · Dame blanche sur case noire d2 · Roi blanc sur case blanche b1 · Tour blanche sur case noire g1 | Tour noire sur case blanche a8 · Tour noire sur case blanche c8 · Fou noir sur case blanche e8 · Roi noir sur case noire f8 · Dame noire sur case blanche b7 · Pion noir sur case blanche f7 · Pion noir sur case blanche h7 · Pion noir sur case noire d6 · Pion noir sur case blanche e6 · Cavalier blanc sur case blanche f5 · Pion blanc sur case blanche h5 · Pion blanc sur case blanche e4 · Pion blanc sur case noire h4 · Pion blanc sur case noire a3 · Pion noir sur case blanche b3 · Pion blanc sur case blanche f3 · Pion blanc sur case noire b2 · Dame blanche sur case noire d2 · Roi blanc sur case blanche b1 · Tour blanche sur case noire g1 | Tour noire sur case blanche a8 · Tour noire sur case blanche c8 · Fou noir sur case blanche e8 · Roi noir sur case noire f8 · Dame noire sur case blanche b7 · Pion noir sur case blanche f7 · Pion noir sur case blanche h7 · Pion noir sur case noire d6 · Pion noir sur case blanche e6 · Cavalier blanc sur case blanche f5 · Pion blanc sur case blanche h5 · Pion blanc sur case blanche e4 · Pion blanc sur case noire h4 · Pion blanc sur case noire a3 · Pion noir sur case blanche b3 · Pion blanc sur case blanche f3 · Pion blanc sur case noire b2 · Dame blanche sur case noire d2 · Roi blanc sur case blanche b1 · Tour blanche sur case noire g1 | Tour noire sur case blanche a8 · Tour noire sur case blanche c8 · Fou noir sur case blanche e8 · Roi noir sur case noire f8 · Dame noire sur case blanche b7 · Pion noir sur case blanche f7 · Pion noir sur case blanche h7 · Pion noir sur case noire d6 · Pion noir sur case blanche e6 · Cavalier blanc sur case blanche f5 · Pion blanc sur case blanche h5 · Pion blanc sur case blanche e4 · Pion blanc sur case noire h4 · Pion blanc sur case noire a3 · Pion noir sur case blanche b3 · Pion blanc sur case blanche f3 · Pion blanc sur case noire b2 · Dame blanche sur case noire d2 · Roi blanc sur case blanche b1 · Tour blanche sur case noire g1 | Tour noire sur case blanche a8 · Tour noire sur case blanche c8 · Fou noir sur case blanche e8 · Roi noir sur case noire f8 · Dame noire sur case blanche b7 · Pion noir sur case blanche f7 · Pion noir sur case blanche h7 · Pion noir sur case noire d6 · Pion noir sur case blanche e6 · Cavalier blanc sur case blanche f5 · Pion blanc sur case blanche h5 · Pion blanc sur case blanche e4 · Pion blanc sur case noire h4 · Pion blanc sur case noire a3 · Pion noir sur case blanche b3 · Pion blanc sur case blanche f3 · Pion blanc sur case noire b2 · Dame blanche sur case noire d2 · Roi blanc sur case blanche b1 · Tour blanche sur case noire g1 | Tour noire sur case blanche a8 · Tour noire sur case blanche c8 · Fou noir sur case blanche e8 · Roi noir sur case noire f8 · Dame noire sur case blanche b7 · Pion noir sur case blanche f7 · Pion noir sur case blanche h7 · Pion noir sur case noire d6 · Pion noir sur case blanche e6 · Cavalier blanc sur case blanche f5 · Pion blanc sur case blanche h5 · Pion blanc sur case blanche e4 · Pion blanc sur case noire h4 · Pion blanc sur case noire a3 · Pion noir sur case blanche b3 · Pion blanc sur case blanche f3 · Pion blanc sur case noire b2 · Dame blanche sur case noire d2 · Roi blanc sur case blanche b1 · Tour blanche sur case noire g1 | Tour noire sur case blanche a8 · Tour noire sur case blanche c8 · Fou noir sur case blanche e8 · Roi noir sur case noire f8 · Dame noire sur case blanche b7 · Pion noir sur case blanche f7 · Pion noir sur case blanche h7 · Pion noir sur case noire d6 · Pion noir sur case blanche e6 · Cavalier blanc sur case blanche f5 · Pion blanc sur case blanche h5 · Pion blanc sur case blanche e4 · Pion blanc sur case noire h4 · Pion blanc sur case noire a3 · Pion noir sur case blanche b3 · Pion blanc sur case blanche f3 · Pion blanc sur case noire b2 · Dame blanche sur case noire d2 · Roi blanc sur case blanche b1 · Tour blanche sur case noire g1 | Tour noire sur case blanche a8 · Tour noire sur case blanche c8 · Fou noir sur case blanche e8 · Roi noir sur case noire f8 · Dame noire sur case blanche b7 · Pion noir sur case blanche f7 · Pion noir sur case blanche h7 · Pion noir sur case noire d6 · Pion noir sur case blanche e6 · Cavalier blanc sur case blanche f5 · Pion blanc sur case blanche h5 · Pion blanc sur case blanche e4 · Pion blanc sur case noire h4 · Pion blanc sur case noire a3 · Pion noir sur case blanche b3 · Pion blanc sur case blanche f3 · Pion blanc sur case noire b2 · Dame blanche sur case noire d2 · Roi blanc sur case blanche b1 · Tour blanche sur case noire g1 | 5 |
| 4 | Tour noire sur case blanche a8 · Tour noire sur case blanche c8 · Fou noir sur case blanche e8 · Roi noir sur case noire f8 · Dame noire sur case blanche b7 · Pion noir sur case blanche f7 · Pion noir sur case blanche h7 · Pion noir sur case noire d6 · Pion noir sur case blanche e6 · Cavalier blanc sur case blanche f5 · Pion blanc sur case blanche h5 · Pion blanc sur case blanche e4 · Pion blanc sur case noire h4 · Pion blanc sur case noire a3 · Pion noir sur case blanche b3 · Pion blanc sur case blanche f3 · Pion blanc sur case noire b2 · Dame blanche sur case noire d2 · Roi blanc sur case blanche b1 · Tour blanche sur case noire g1 | Tour noire sur case blanche a8 · Tour noire sur case blanche c8 · Fou noir sur case blanche e8 · Roi noir sur case noire f8 · Dame noire sur case blanche b7 · Pion noir sur case blanche f7 · Pion noir sur case blanche h7 · Pion noir sur case noire d6 · Pion noir sur case blanche e6 · Cavalier blanc sur case blanche f5 · Pion blanc sur case blanche h5 · Pion blanc sur case blanche e4 · Pion blanc sur case noire h4 · Pion blanc sur case noire a3 · Pion noir sur case blanche b3 · Pion blanc sur case blanche f3 · Pion blanc sur case noire b2 · Dame blanche sur case noire d2 · Roi blanc sur case blanche b1 · Tour blanche sur case noire g1 | Tour noire sur case blanche a8 · Tour noire sur case blanche c8 · Fou noir sur case blanche e8 · Roi noir sur case noire f8 · Dame noire sur case blanche b7 · Pion noir sur case blanche f7 · Pion noir sur case blanche h7 · Pion noir sur case noire d6 · Pion noir sur case blanche e6 · Cavalier blanc sur case blanche f5 · Pion blanc sur case blanche h5 · Pion blanc sur case blanche e4 · Pion blanc sur case noire h4 · Pion blanc sur case noire a3 · Pion noir sur case blanche b3 · Pion blanc sur case blanche f3 · Pion blanc sur case noire b2 · Dame blanche sur case noire d2 · Roi blanc sur case blanche b1 · Tour blanche sur case noire g1 | Tour noire sur case blanche a8 · Tour noire sur case blanche c8 · Fou noir sur case blanche e8 · Roi noir sur case noire f8 · Dame noire sur case blanche b7 · Pion noir sur case blanche f7 · Pion noir sur case blanche h7 · Pion noir sur case noire d6 · Pion noir sur case blanche e6 · Cavalier blanc sur case blanche f5 · Pion blanc sur case blanche h5 · Pion blanc sur case blanche e4 · Pion blanc sur case noire h4 · Pion blanc sur case noire a3 · Pion noir sur case blanche b3 · Pion blanc sur case blanche f3 · Pion blanc sur case noire b2 · Dame blanche sur case noire d2 · Roi blanc sur case blanche b1 · Tour blanche sur case noire g1 | Tour noire sur case blanche a8 · Tour noire sur case blanche c8 · Fou noir sur case blanche e8 · Roi noir sur case noire f8 · Dame noire sur case blanche b7 · Pion noir sur case blanche f7 · Pion noir sur case blanche h7 · Pion noir sur case noire d6 · Pion noir sur case blanche e6 · Cavalier blanc sur case blanche f5 · Pion blanc sur case blanche h5 · Pion blanc sur case blanche e4 · Pion blanc sur case noire h4 · Pion blanc sur case noire a3 · Pion noir sur case blanche b3 · Pion blanc sur case blanche f3 · Pion blanc sur case noire b2 · Dame blanche sur case noire d2 · Roi blanc sur case blanche b1 · Tour blanche sur case noire g1 | Tour noire sur case blanche a8 · Tour noire sur case blanche c8 · Fou noir sur case blanche e8 · Roi noir sur case noire f8 · Dame noire sur case blanche b7 · Pion noir sur case blanche f7 · Pion noir sur case blanche h7 · Pion noir sur case noire d6 · Pion noir sur case blanche e6 · Cavalier blanc sur case blanche f5 · Pion blanc sur case blanche h5 · Pion blanc sur case blanche e4 · Pion blanc sur case noire h4 · Pion blanc sur case noire a3 · Pion noir sur case blanche b3 · Pion blanc sur case blanche f3 · Pion blanc sur case noire b2 · Dame blanche sur case noire d2 · Roi blanc sur case blanche b1 · Tour blanche sur case noire g1 | Tour noire sur case blanche a8 · Tour noire sur case blanche c8 · Fou noir sur case blanche e8 · Roi noir sur case noire f8 · Dame noire sur case blanche b7 · Pion noir sur case blanche f7 · Pion noir sur case blanche h7 · Pion noir sur case noire d6 · Pion noir sur case blanche e6 · Cavalier blanc sur case blanche f5 · Pion blanc sur case blanche h5 · Pion blanc sur case blanche e4 · Pion blanc sur case noire h4 · Pion blanc sur case noire a3 · Pion noir sur case blanche b3 · Pion blanc sur case blanche f3 · Pion blanc sur case noire b2 · Dame blanche sur case noire d2 · Roi blanc sur case blanche b1 · Tour blanche sur case noire g1 | Tour noire sur case blanche a8 · Tour noire sur case blanche c8 · Fou noir sur case blanche e8 · Roi noir sur case noire f8 · Dame noire sur case blanche b7 · Pion noir sur case blanche f7 · Pion noir sur case blanche h7 · Pion noir sur case noire d6 · Pion noir sur case blanche e6 · Cavalier blanc sur case blanche f5 · Pion blanc sur case blanche h5 · Pion blanc sur case blanche e4 · Pion blanc sur case noire h4 · Pion blanc sur case noire a3 · Pion noir sur case blanche b3 · Pion blanc sur case blanche f3 · Pion blanc sur case noire b2 · Dame blanche sur case noire d2 · Roi blanc sur case blanche b1 · Tour blanche sur case noire g1 | 4 |
| 3 | Tour noire sur case blanche a8 · Tour noire sur case blanche c8 · Fou noir sur case blanche e8 · Roi noir sur case noire f8 · Dame noire sur case blanche b7 · Pion noir sur case blanche f7 · Pion noir sur case blanche h7 · Pion noir sur case noire d6 · Pion noir sur case blanche e6 · Cavalier blanc sur case blanche f5 · Pion blanc sur case blanche h5 · Pion blanc sur case blanche e4 · Pion blanc sur case noire h4 · Pion blanc sur case noire a3 · Pion noir sur case blanche b3 · Pion blanc sur case blanche f3 · Pion blanc sur case noire b2 · Dame blanche sur case noire d2 · Roi blanc sur case blanche b1 · Tour blanche sur case noire g1 | Tour noire sur case blanche a8 · Tour noire sur case blanche c8 · Fou noir sur case blanche e8 · Roi noir sur case noire f8 · Dame noire sur case blanche b7 · Pion noir sur case blanche f7 · Pion noir sur case blanche h7 · Pion noir sur case noire d6 · Pion noir sur case blanche e6 · Cavalier blanc sur case blanche f5 · Pion blanc sur case blanche h5 · Pion blanc sur case blanche e4 · Pion blanc sur case noire h4 · Pion blanc sur case noire a3 · Pion noir sur case blanche b3 · Pion blanc sur case blanche f3 · Pion blanc sur case noire b2 · Dame blanche sur case noire d2 · Roi blanc sur case blanche b1 · Tour blanche sur case noire g1 | Tour noire sur case blanche a8 · Tour noire sur case blanche c8 · Fou noir sur case blanche e8 · Roi noir sur case noire f8 · Dame noire sur case blanche b7 · Pion noir sur case blanche f7 · Pion noir sur case blanche h7 · Pion noir sur case noire d6 · Pion noir sur case blanche e6 · Cavalier blanc sur case blanche f5 · Pion blanc sur case blanche h5 · Pion blanc sur case blanche e4 · Pion blanc sur case noire h4 · Pion blanc sur case noire a3 · Pion noir sur case blanche b3 · Pion blanc sur case blanche f3 · Pion blanc sur case noire b2 · Dame blanche sur case noire d2 · Roi blanc sur case blanche b1 · Tour blanche sur case noire g1 | Tour noire sur case blanche a8 · Tour noire sur case blanche c8 · Fou noir sur case blanche e8 · Roi noir sur case noire f8 · Dame noire sur case blanche b7 · Pion noir sur case blanche f7 · Pion noir sur case blanche h7 · Pion noir sur case noire d6 · Pion noir sur case blanche e6 · Cavalier blanc sur case blanche f5 · Pion blanc sur case blanche h5 · Pion blanc sur case blanche e4 · Pion blanc sur case noire h4 · Pion blanc sur case noire a3 · Pion noir sur case blanche b3 · Pion blanc sur case blanche f3 · Pion blanc sur case noire b2 · Dame blanche sur case noire d2 · Roi blanc sur case blanche b1 · Tour blanche sur case noire g1 | Tour noire sur case blanche a8 · Tour noire sur case blanche c8 · Fou noir sur case blanche e8 · Roi noir sur case noire f8 · Dame noire sur case blanche b7 · Pion noir sur case blanche f7 · Pion noir sur case blanche h7 · Pion noir sur case noire d6 · Pion noir sur case blanche e6 · Cavalier blanc sur case blanche f5 · Pion blanc sur case blanche h5 · Pion blanc sur case blanche e4 · Pion blanc sur case noire h4 · Pion blanc sur case noire a3 · Pion noir sur case blanche b3 · Pion blanc sur case blanche f3 · Pion blanc sur case noire b2 · Dame blanche sur case noire d2 · Roi blanc sur case blanche b1 · Tour blanche sur case noire g1 | Tour noire sur case blanche a8 · Tour noire sur case blanche c8 · Fou noir sur case blanche e8 · Roi noir sur case noire f8 · Dame noire sur case blanche b7 · Pion noir sur case blanche f7 · Pion noir sur case blanche h7 · Pion noir sur case noire d6 · Pion noir sur case blanche e6 · Cavalier blanc sur case blanche f5 · Pion blanc sur case blanche h5 · Pion blanc sur case blanche e4 · Pion blanc sur case noire h4 · Pion blanc sur case noire a3 · Pion noir sur case blanche b3 · Pion blanc sur case blanche f3 · Pion blanc sur case noire b2 · Dame blanche sur case noire d2 · Roi blanc sur case blanche b1 · Tour blanche sur case noire g1 | Tour noire sur case blanche a8 · Tour noire sur case blanche c8 · Fou noir sur case blanche e8 · Roi noir sur case noire f8 · Dame noire sur case blanche b7 · Pion noir sur case blanche f7 · Pion noir sur case blanche h7 · Pion noir sur case noire d6 · Pion noir sur case blanche e6 · Cavalier blanc sur case blanche f5 · Pion blanc sur case blanche h5 · Pion blanc sur case blanche e4 · Pion blanc sur case noire h4 · Pion blanc sur case noire a3 · Pion noir sur case blanche b3 · Pion blanc sur case blanche f3 · Pion blanc sur case noire b2 · Dame blanche sur case noire d2 · Roi blanc sur case blanche b1 · Tour blanche sur case noire g1 | Tour noire sur case blanche a8 · Tour noire sur case blanche c8 · Fou noir sur case blanche e8 · Roi noir sur case noire f8 · Dame noire sur case blanche b7 · Pion noir sur case blanche f7 · Pion noir sur case blanche h7 · Pion noir sur case noire d6 · Pion noir sur case blanche e6 · Cavalier blanc sur case blanche f5 · Pion blanc sur case blanche h5 · Pion blanc sur case blanche e4 · Pion blanc sur case noire h4 · Pion blanc sur case noire a3 · Pion noir sur case blanche b3 · Pion blanc sur case blanche f3 · Pion blanc sur case noire b2 · Dame blanche sur case noire d2 · Roi blanc sur case blanche b1 · Tour blanche sur case noire g1 | 3 |
| 2 | Tour noire sur case blanche a8 · Tour noire sur case blanche c8 · Fou noir sur case blanche e8 · Roi noir sur case noire f8 · Dame noire sur case blanche b7 · Pion noir sur case blanche f7 · Pion noir sur case blanche h7 · Pion noir sur case noire d6 · Pion noir sur case blanche e6 · Cavalier blanc sur case blanche f5 · Pion blanc sur case blanche h5 · Pion blanc sur case blanche e4 · Pion blanc sur case noire h4 · Pion blanc sur case noire a3 · Pion noir sur case blanche b3 · Pion blanc sur case blanche f3 · Pion blanc sur case noire b2 · Dame blanche sur case noire d2 · Roi blanc sur case blanche b1 · Tour blanche sur case noire g1 | Tour noire sur case blanche a8 · Tour noire sur case blanche c8 · Fou noir sur case blanche e8 · Roi noir sur case noire f8 · Dame noire sur case blanche b7 · Pion noir sur case blanche f7 · Pion noir sur case blanche h7 · Pion noir sur case noire d6 · Pion noir sur case blanche e6 · Cavalier blanc sur case blanche f5 · Pion blanc sur case blanche h5 · Pion blanc sur case blanche e4 · Pion blanc sur case noire h4 · Pion blanc sur case noire a3 · Pion noir sur case blanche b3 · Pion blanc sur case blanche f3 · Pion blanc sur case noire b2 · Dame blanche sur case noire d2 · Roi blanc sur case blanche b1 · Tour blanche sur case noire g1 | Tour noire sur case blanche a8 · Tour noire sur case blanche c8 · Fou noir sur case blanche e8 · Roi noir sur case noire f8 · Dame noire sur case blanche b7 · Pion noir sur case blanche f7 · Pion noir sur case blanche h7 · Pion noir sur case noire d6 · Pion noir sur case blanche e6 · Cavalier blanc sur case blanche f5 · Pion blanc sur case blanche h5 · Pion blanc sur case blanche e4 · Pion blanc sur case noire h4 · Pion blanc sur case noire a3 · Pion noir sur case blanche b3 · Pion blanc sur case blanche f3 · Pion blanc sur case noire b2 · Dame blanche sur case noire d2 · Roi blanc sur case blanche b1 · Tour blanche sur case noire g1 | Tour noire sur case blanche a8 · Tour noire sur case blanche c8 · Fou noir sur case blanche e8 · Roi noir sur case noire f8 · Dame noire sur case blanche b7 · Pion noir sur case blanche f7 · Pion noir sur case blanche h7 · Pion noir sur case noire d6 · Pion noir sur case blanche e6 · Cavalier blanc sur case blanche f5 · Pion blanc sur case blanche h5 · Pion blanc sur case blanche e4 · Pion blanc sur case noire h4 · Pion blanc sur case noire a3 · Pion noir sur case blanche b3 · Pion blanc sur case blanche f3 · Pion blanc sur case noire b2 · Dame blanche sur case noire d2 · Roi blanc sur case blanche b1 · Tour blanche sur case noire g1 | Tour noire sur case blanche a8 · Tour noire sur case blanche c8 · Fou noir sur case blanche e8 · Roi noir sur case noire f8 · Dame noire sur case blanche b7 · Pion noir sur case blanche f7 · Pion noir sur case blanche h7 · Pion noir sur case noire d6 · Pion noir sur case blanche e6 · Cavalier blanc sur case blanche f5 · Pion blanc sur case blanche h5 · Pion blanc sur case blanche e4 · Pion blanc sur case noire h4 · Pion blanc sur case noire a3 · Pion noir sur case blanche b3 · Pion blanc sur case blanche f3 · Pion blanc sur case noire b2 · Dame blanche sur case noire d2 · Roi blanc sur case blanche b1 · Tour blanche sur case noire g1 | Tour noire sur case blanche a8 · Tour noire sur case blanche c8 · Fou noir sur case blanche e8 · Roi noir sur case noire f8 · Dame noire sur case blanche b7 · Pion noir sur case blanche f7 · Pion noir sur case blanche h7 · Pion noir sur case noire d6 · Pion noir sur case blanche e6 · Cavalier blanc sur case blanche f5 · Pion blanc sur case blanche h5 · Pion blanc sur case blanche e4 · Pion blanc sur case noire h4 · Pion blanc sur case noire a3 · Pion noir sur case blanche b3 · Pion blanc sur case blanche f3 · Pion blanc sur case noire b2 · Dame blanche sur case noire d2 · Roi blanc sur case blanche b1 · Tour blanche sur case noire g1 | Tour noire sur case blanche a8 · Tour noire sur case blanche c8 · Fou noir sur case blanche e8 · Roi noir sur case noire f8 · Dame noire sur case blanche b7 · Pion noir sur case blanche f7 · Pion noir sur case blanche h7 · Pion noir sur case noire d6 · Pion noir sur case blanche e6 · Cavalier blanc sur case blanche f5 · Pion blanc sur case blanche h5 · Pion blanc sur case blanche e4 · Pion blanc sur case noire h4 · Pion blanc sur case noire a3 · Pion noir sur case blanche b3 · Pion blanc sur case blanche f3 · Pion blanc sur case noire b2 · Dame blanche sur case noire d2 · Roi blanc sur case blanche b1 · Tour blanche sur case noire g1 | Tour noire sur case blanche a8 · Tour noire sur case blanche c8 · Fou noir sur case blanche e8 · Roi noir sur case noire f8 · Dame noire sur case blanche b7 · Pion noir sur case blanche f7 · Pion noir sur case blanche h7 · Pion noir sur case noire d6 · Pion noir sur case blanche e6 · Cavalier blanc sur case blanche f5 · Pion blanc sur case blanche h5 · Pion blanc sur case blanche e4 · Pion blanc sur case noire h4 · Pion blanc sur case noire a3 · Pion noir sur case blanche b3 · Pion blanc sur case blanche f3 · Pion blanc sur case noire b2 · Dame blanche sur case noire d2 · Roi blanc sur case blanche b1 · Tour blanche sur case noire g1 | 2 |
| 1 | Tour noire sur case blanche a8 · Tour noire sur case blanche c8 · Fou noir sur case blanche e8 · Roi noir sur case noire f8 · Dame noire sur case blanche b7 · Pion noir sur case blanche f7 · Pion noir sur case blanche h7 · Pion noir sur case noire d6 · Pion noir sur case blanche e6 · Cavalier blanc sur case blanche f5 · Pion blanc sur case blanche h5 · Pion blanc sur case blanche e4 · Pion blanc sur case noire h4 · Pion blanc sur case noire a3 · Pion noir sur case blanche b3 · Pion blanc sur case blanche f3 · Pion blanc sur case noire b2 · Dame blanche sur case noire d2 · Roi blanc sur case blanche b1 · Tour blanche sur case noire g1 | Tour noire sur case blanche a8 · Tour noire sur case blanche c8 · Fou noir sur case blanche e8 · Roi noir sur case noire f8 · Dame noire sur case blanche b7 · Pion noir sur case blanche f7 · Pion noir sur case blanche h7 · Pion noir sur case noire d6 · Pion noir sur case blanche e6 · Cavalier blanc sur case blanche f5 · Pion blanc sur case blanche h5 · Pion blanc sur case blanche e4 · Pion blanc sur case noire h4 · Pion blanc sur case noire a3 · Pion noir sur case blanche b3 · Pion blanc sur case blanche f3 · Pion blanc sur case noire b2 · Dame blanche sur case noire d2 · Roi blanc sur case blanche b1 · Tour blanche sur case noire g1 | Tour noire sur case blanche a8 · Tour noire sur case blanche c8 · Fou noir sur case blanche e8 · Roi noir sur case noire f8 · Dame noire sur case blanche b7 · Pion noir sur case blanche f7 · Pion noir sur case blanche h7 · Pion noir sur case noire d6 · Pion noir sur case blanche e6 · Cavalier blanc sur case blanche f5 · Pion blanc sur case blanche h5 · Pion blanc sur case blanche e4 · Pion blanc sur case noire h4 · Pion blanc sur case noire a3 · Pion noir sur case blanche b3 · Pion blanc sur case blanche f3 · Pion blanc sur case noire b2 · Dame blanche sur case noire d2 · Roi blanc sur case blanche b1 · Tour blanche sur case noire g1 | Tour noire sur case blanche a8 · Tour noire sur case blanche c8 · Fou noir sur case blanche e8 · Roi noir sur case noire f8 · Dame noire sur case blanche b7 · Pion noir sur case blanche f7 · Pion noir sur case blanche h7 · Pion noir sur case noire d6 · Pion noir sur case blanche e6 · Cavalier blanc sur case blanche f5 · Pion blanc sur case blanche h5 · Pion blanc sur case blanche e4 · Pion blanc sur case noire h4 · Pion blanc sur case noire a3 · Pion noir sur case blanche b3 · Pion blanc sur case blanche f3 · Pion blanc sur case noire b2 · Dame blanche sur case noire d2 · Roi blanc sur case blanche b1 · Tour blanche sur case noire g1 | Tour noire sur case blanche a8 · Tour noire sur case blanche c8 · Fou noir sur case blanche e8 · Roi noir sur case noire f8 · Dame noire sur case blanche b7 · Pion noir sur case blanche f7 · Pion noir sur case blanche h7 · Pion noir sur case noire d6 · Pion noir sur case blanche e6 · Cavalier blanc sur case blanche f5 · Pion blanc sur case blanche h5 · Pion blanc sur case blanche e4 · Pion blanc sur case noire h4 · Pion blanc sur case noire a3 · Pion noir sur case blanche b3 · Pion blanc sur case blanche f3 · Pion blanc sur case noire b2 · Dame blanche sur case noire d2 · Roi blanc sur case blanche b1 · Tour blanche sur case noire g1 | Tour noire sur case blanche a8 · Tour noire sur case blanche c8 · Fou noir sur case blanche e8 · Roi noir sur case noire f8 · Dame noire sur case blanche b7 · Pion noir sur case blanche f7 · Pion noir sur case blanche h7 · Pion noir sur case noire d6 · Pion noir sur case blanche e6 · Cavalier blanc sur case blanche f5 · Pion blanc sur case blanche h5 · Pion blanc sur case blanche e4 · Pion blanc sur case noire h4 · Pion blanc sur case noire a3 · Pion noir sur case blanche b3 · Pion blanc sur case blanche f3 · Pion blanc sur case noire b2 · Dame blanche sur case noire d2 · Roi blanc sur case blanche b1 · Tour blanche sur case noire g1 | Tour noire sur case blanche a8 · Tour noire sur case blanche c8 · Fou noir sur case blanche e8 · Roi noir sur case noire f8 · Dame noire sur case blanche b7 · Pion noir sur case blanche f7 · Pion noir sur case blanche h7 · Pion noir sur case noire d6 · Pion noir sur case blanche e6 · Cavalier blanc sur case blanche f5 · Pion blanc sur case blanche h5 · Pion blanc sur case blanche e4 · Pion blanc sur case noire h4 · Pion blanc sur case noire a3 · Pion noir sur case blanche b3 · Pion blanc sur case blanche f3 · Pion blanc sur case noire b2 · Dame blanche sur case noire d2 · Roi blanc sur case blanche b1 · Tour blanche sur case noire g1 | Tour noire sur case blanche a8 · Tour noire sur case blanche c8 · Fou noir sur case blanche e8 · Roi noir sur case noire f8 · Dame noire sur case blanche b7 · Pion noir sur case blanche f7 · Pion noir sur case blanche h7 · Pion noir sur case noire d6 · Pion noir sur case blanche e6 · Cavalier blanc sur case blanche f5 · Pion blanc sur case blanche h5 · Pion blanc sur case blanche e4 · Pion blanc sur case noire h4 · Pion blanc sur case noire a3 · Pion noir sur case blanche b3 · Pion blanc sur case blanche f3 · Pion blanc sur case noire b2 · Dame blanche sur case noire d2 · Roi blanc sur case blanche b1 · Tour blanche sur case noire g1 | 1 |
|   | a | b | c | d | e | f | g | h |   |

24... Ff6? Ne voulant pas affaiblir leur roi, les noirs refusent de jouer g6 qui aurait sans doute été meilleur.
25.Fxg7+ !! 25...Fxg7 26.Txg7 Rxg7 27.Tg1+ Rf8 28.Cf5 Tc1+ 29.Txc1 exf5 30. Dxd6+ 1-0
Cette partie montre la précision du jeu de Roza Lallemand et son goût pour le jeu d'attaque ainsi que la tactique et les combinaisons.